# Women's National Basketball Association
La Women's National Basketball Association (en español, Asociación Nacional de Baloncesto Femenino) o  WNBA es una liga de baloncesto profesional en los Estados Unidos. Actualmente está compuesto por trece equipos. Fue fundada el 22 de abril de 1996, como la "contraparte" femenina de la Asociación Nacional de Baloncesto (NBA), y comenzó a jugarse en 1997. La temporada regular se juega de mayo a septiembre, con el partido "All Star" a mediados de la temporada en julio (excepto en los años olímpicos) y las Finales de la WNBA a finales de septiembre hasta principios de octubre. Debido a la pandemia de COVID-19, se suspendieron los planes para realizar un torneo de mitad de temporada, la Copa del Comisionado, a partir de la temporada 2020. Inicialmente, los partidos de la Copa de la temporada regular debían jugarse hasta principios de julio, seguidos de un partido final en agosto. La pandemia también llevó a que toda la temporada 2020 se llevara a cabo sin aficionados en la Academia IMG en Bradenton, Florida.
Cinco equipos de la WNBA tienen contrapartes directas de la NBA y normalmente juegan en el mismo pabellón: Indiana Fever, Los Angeles Sparks, Minnesota Lynx, New York Liberty y Phoenix Mercury. Las Atlanta Dream, Chicago Sky, Connecticut Sun, Dallas Wings, Las Vegas Aces, Seattle Storm y Washington Mystics no comparten una arena con un equipo de la NBA, aunque cuatro de los siete (Dream, Sky, Wings y los Mystics) comparten un mercado con una contraparte de la NBA, y las Storm compartían un escenario y un mercado con un equipo de la NBA en el momento de su fundación. Dream, Sky, Sun, Wings, Aces, Sparks y Storm son de propiedad independiente.

## Historia

### Se funda la liga y comienza el juego (1996-1997)
La creación de la WNBA fue aprobada oficialmente por la Junta de Gobernadores de la NBA el 24 de abril de 1996, y anunciada en una conferencia de prensa con la asistencia de Rebecca Lobo, Lisa Leslie y Sheryl Swoopes . La nueva WNBA tuvo que competir con la recién formada American Basketball League, otra liga profesional de baloncesto femenino que comenzó a jugar en el otoño de 1996 pero dejaría de funcionar durante la temporada 1998–99.
La WNBA comenzó con ocho equipos: Charlotte Sting, Cleveland Rockers, Houston Comets y New York Liberty en la Conferencia Este; y Los Angeles Sparks, Phoenix Mercury, Sacramento Monarchs y Utah Starzz en la Conferencia Oeste.
Si bien no es la primera liga importante de baloncesto profesional femenino en los Estados Unidos (una distinción que ostenta la difunta WBL ), la WNBA es la única liga que recibe el respaldo total de la NBA. El logo de la WNBA, "Logo Woman", fue paralelo al logo de la NBA y fue seleccionado entre 50 diseños diferentes.
Inmediatamente después de una medalla de oro muy publicitada por la Selección Nacional Femenina de Baloncesto de Estados Unidos de 1996 en los Juegos Olímpicos de Verano de 1996, la WNBA comenzó su primera temporada el 21 de junio de 1997 con poca fanfarria. El primer juego de la WNBA contó con las New York Liberty frente a Los Angeles Sparks en Los Ángeles . El juego fue televisado a nivel nacional en los Estados Unidos en la cadena de televisión NBC. Al comienzo de la temporada de 1997, la WNBA tenía acuerdos de televisión con NBC (titular de los derechos de la NBA), y los canales de empresas conjuntas de Walt Disney Company y Hearst Corporation, ESPN y Lifetime Television Network, respectivamente. Penny Toler anotó el primer punto de la liga.

### Dominio de Houston y expansión de la liga (1997-2000)
La WNBA centró su campaña de marketing, denominada "We Got Next", en torno a las estrellas Rebecca Lobo, Lisa Leslie y Sheryl Swoopes . En la primera temporada de la liga, Los Angeles Sparks de Leslie obtuvieron un rendimiento inferior, y Swoopes se quedó fuera gran parte de la temporada debido a su embarazo. La verdadera estrella de la WNBA en 1997 fue la MVP de la WNBA Cynthia Cooper, compañera de equipo de Swoopes en los Houston Comets . Las Cometas derrotaron al New York Liberty de Lobo en el primer juego de Campeonato de la WNBA. El anuncio inicial de "We Got Next" se publicó antes de cada temporada de la WNBA hasta que fue reemplazado por la campaña "We Got Game".

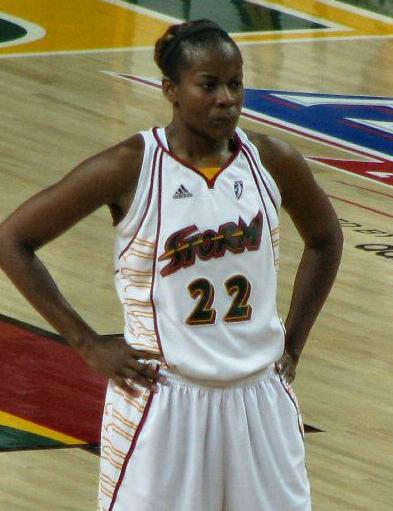
Sheryl Swoopes,la primera jugadora contratada (Foto de 2008)

Se agregaron dos equipos en 1998 ( Detroit y Washington ), y se agregaron dos más en 1999 ( Orlando y Minnesota ), lo que elevó el número de equipos en la liga a doce. La temporada 1999 comenzó con un convenio colectivo entre jugadoras y la liga, marcando el primer convenio colectivo firmado en la historia del deporte profesional femenino .[cita requerida] La WNBA también anunció en 1999 que agregaría cuatro equipos más para la temporada 2000 ( Indiana Fever, Seattle Storm, Miami Sol y Portland Fire ), elevando la liga a 16 equipos, con la presidenta de la WNBA Val Ackerman comentando la expansión: "Este no será el final. Esperamos seguir creciendo en la liga ".
En 1999 la competencia principal de la liga, la American Basketball League, se retiró. Muchas de las jugadoras estrella de ABL, incluidas varias medallistas de oro olímpicas (como Nikki McCray y Dawn Staley ) y varias jugadoras universitarias destacadas (incluidas Kate Starbird y Jennifer Rizzotti ), se unieron a las listas de los equipos de la WNBA y, al hacerlo, mejoró la calidad general del juego en la liga. Cuando un cierre patronal resultó en una temporada de la NBA abreviada, la WNBA vio una audiencia de televisión vacilante.
El 23 de mayo de 2000, los Houston Comets se convirtieron en el primer equipo de la WNBA en ser invitado al Jardín de Rosas de la Casa Blanca . Antes de esta invitación, solo los equipos deportivos masculinos habían viajado a la Casa Blanca.
Al final de la temporada 2000, los Houston Comets ganaron su cuarto campeonato, capturando todos los títulos desde el inicio de la liga. Liderados por las "Tres Grandes" (Sheryl Swoopes, Tina Thompson y la cuatro veces MVP de las Finales Cynthia Cooper) las Comets dominaron a todos los equipos de la liga. Con el entrenador en jefe Van Chancellor, el equipo registró un récord de 98-24 durante sus primeras cuatro temporadas (16-3 en los Playoffs ). Después de 2000, Cooper se retiró de la liga y la dinastía de las Comets llegó a su fin.

### Las LA Sparks; nueva propiedad y contracción de la liga (2001-2002)

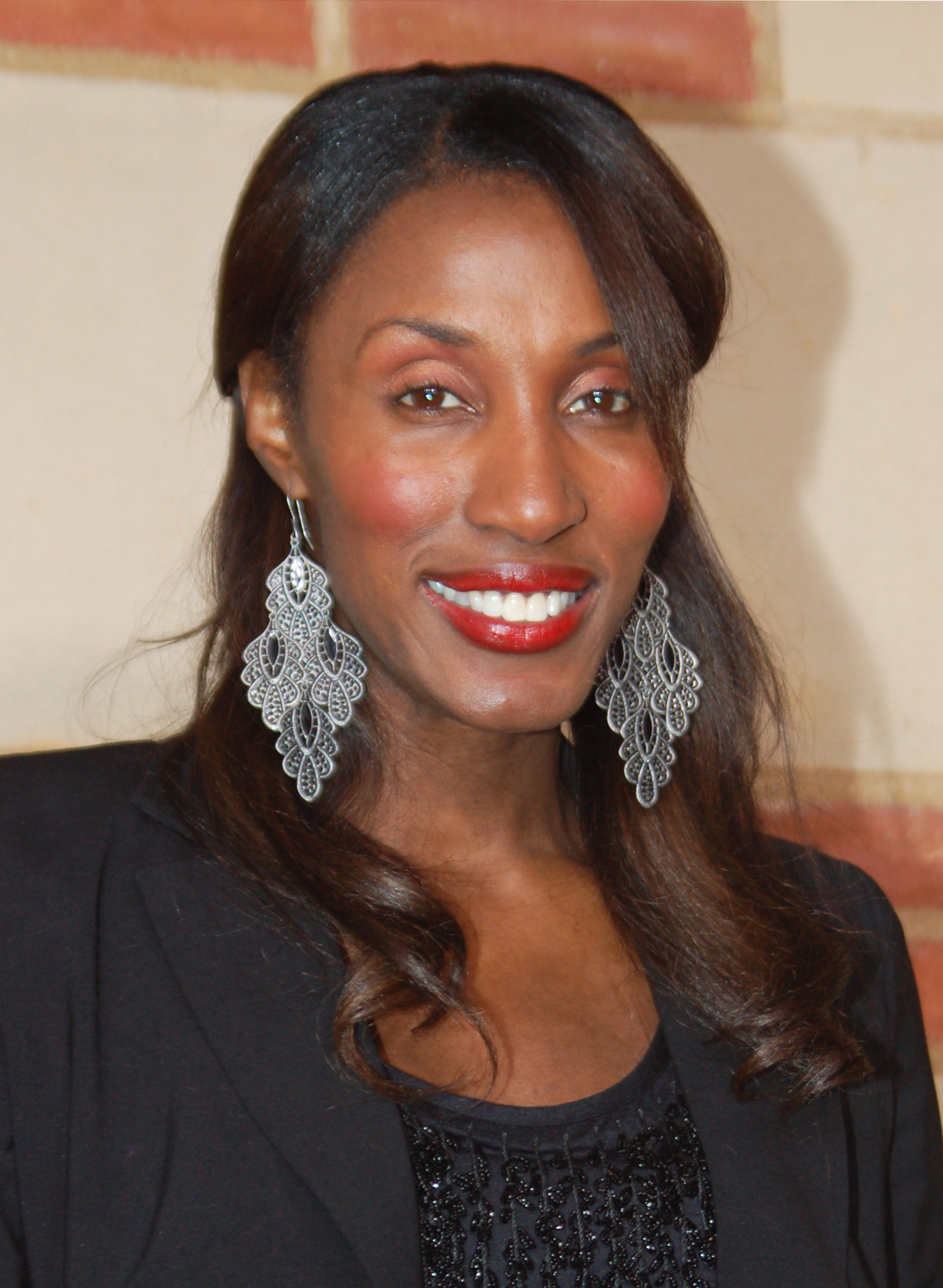
Lisa Leslie, ex-jugadora de las Sparks

Las principales contendientes en la temporada 2001 fueron Los Angeles Sparks . Lideradas por Lisa Leslie, las Sparks registraron un récord de temporada regular de 28–4. Avanzaron a sus primeras Finales de la WNBA y barrieron a las Charlotte Sting .
Buscando repetir en 2002, las Sparks volvieron a hacer una carrera fuerte hacia la postemporada, con marca de 25–7 en la temporada regular bajo el entrenador en jefe Michael Cooper, exjugador de Los Angeles Lakers . Una vez más, Leslie dominó a las oponentes durante los Playoffs, llevando a las Sparks a un récord perfecto de 6-0 en las tres rondas, venciendo al Liberty de Nueva York en las Finales de 2002 .
Los equipos y la liga fueron propiedad colectiva de la NBA hasta finales de 2002, cuando la NBA vendió equipos de la WNBA a sus homólogos de la NBA en la misma ciudad o a un tercero, como resultado de la burbuja puntocom . Esto llevó a que dos equipos se mudaran: Utah se mudó a San Antonio y Orlando se mudó a Connecticut y se convirtió en el primer equipo de la WNBA en ser propiedad de un tercero en lugar de una franquicia de la NBA . Esta venta de equipos también llevó a que dos equipos se retiraran, el Miami Sol y el Portland Fire, porque no se pudieron encontrar nuevos dueños.

### Bill Laimbeer deja su huella (2003-2006)
La Asociación de Jugadoras de la WNBA amenazó con declararse en huelga en 2003 si no se llegaba a un nuevo acuerdo entre las jugadoras y la liga. El resultado fue un retraso en el inicio de la pretemporada de 2003. El Draft de la WNBA de 2003 también se retrasó y se ganó publicidad negativa de esta huelga.
Después de hacerse cargo de una franquicia en dificultades en 2002, el exdelantero de los Detroit Pistons, Bill Laimbeer, tenía grandes esperanzas para el Detroit Shock en 2003. El equipo tenía solo 9-23 en 2002. El Shock tuvo tres estrellas en el Juego de Estrellas de 2003 ( Swin Cash, Cheryl Ford y Deanna Nolan ). Laimbeer orquestó un cambio radical y el Shock terminó la temporada 25-9 en el primer lugar de la Conferencia Este. Al ganar las dos primeras rondas de los Playoffs, el Shock se enfrentó a la dos veces campeonas Los Angeles Sparks y Lisa Leslie en las Finales de 2003 . El Shock venció a las Sparks, ganando el tercer juego con un triple de Deanna Nolan. Después de la temporada 2003, las Cleveland Rockers, uno de los ocho equipos originales de la liga, se retiraron porque los dueños no estaban dispuestos a continuar operando la franquicia.

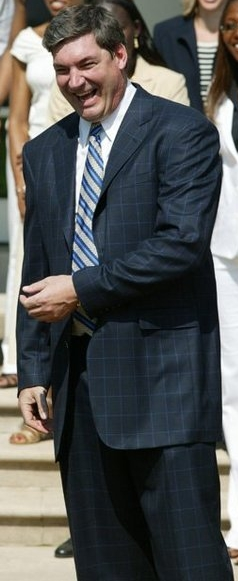
Bill Laimbeer

Val Ackerman, la primera presidenta de la WNBA, renunció a partir del 1 de febrero de 2005, citando el deseo de pasar más tiempo con su familia. Ackerman luego fue elegido presidente de USA Basketball . El 15 de febrero de 2005, el comisionado de la NBA, David Stern, anunció que Donna Orender, quien se había desempeñado como vicepresidenta sénior del PGA Tour y había jugado para varios equipos en la ahora extinta Women's Pro Basketball League, sería la sucesora de Ackerman como de abril de 2005.
La WNBA otorgó un equipo de expansión a Chicago (más tarde llamado Sky ) en febrero de 2006. En la temporada baja, se aprobó una serie de cambios en las reglas que hicieron que la WNBA se pareciera más a la NBA.
En 2006, la liga se convirtió en la primera liga deportiva profesional femenina orientada a equipos que existió durante diez temporadas consecutivas. Con motivo del décimo aniversario, la WNBA lanzó su All-Decade Team, compuesto por las diez jugadoras de la WNBA que más han contribuido, a través del juego dentro y fuera de la cancha, al baloncesto femenino durante la existencia de la liga.
Después de perderse las Finales en 2004 y 2005, las Shock se recuperaron en 2006 detrás de la recién adquirida Katie Smith, junto con seis miembros restantes de su carrera de las Finales de 2003 ( Cash, Ford, Holland-Corn, Nolan, Powell y Riley ). El Shock terminó segundo en la Conferencia Este y derrotó a Connecticut, el primer cabeza de serie, en la segunda ronda de los Playoffs. El Shock se enfrentó al vigente campeón Sacramento Monarchs en una serie de cinco juegos y ganó el quinto juego en casa.

### "Paul Ball" llega a la WNBA (2007-2009)

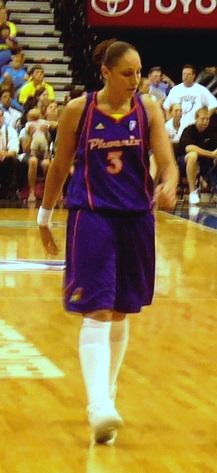
Diana Taurasi, jugando para las Phoenix Mercury

En diciembre de 2006, la organización de los Charlotte Bobcats anunció que dejaría de operar a las Charlotte Sting . Poco después, la WNBA anunció que el Sting no funcionaría en 2007. Un draft de dispersión se llevó a cabo el 8 de enero de 2007. Los equipos seleccionaron en orden inverso a sus registros de 2006; Chicago recibió la primera selección.
El exentrenador de Los Angeles Lakers, Paul Westhead, fue nombrado entrenador en jefe de las Phoenix Mercury el 11 de octubre de 2005, lo que llevó su estilo de juego dinámico a la WNBA. Esta trepidante ofensiva fue perfecta para su equipo, especialmente después de que la liga acortara el reloj de lanzamiento de 30 segundos a 24 segundos en 2006. Al igual que los primeros equipos campeones de las Houston Comets, las Phoenix Mercury habían alcanzado la prominencia liderados por sus propias "Tres Grandes": Cappie Pondexter, Diana Taurasi y Penny Taylor.
Las Mercury se adaptaba bien a la rápida ofensiva detrás de estas tres jugadoras. Phoenix promedió un récord de la liga de 88,97 puntos por partido en 2007; los equipos no pudieron mantenerse al día con el nuevo estilo de juego, y las Mercury fueron impulsados al primer lugar en la Conferencia Oeste. Frente a las campeonas vigentes, las Detroit Shock, las Mercury impusieron su ofensiva de alto puntaje con la esperanza de capturar su primer título en la historia de la franquicia. Con un promedio de 93.2 puntos por juego en las Finales, las Mercury vencieron a Detroit en su casa frente a 22,076 fanáticos en el juego cinco para reclamar su primer título de la WNBA.
En octubre de 2007, la WNBA otorgó otra franquicia de expansión a Atlanta . El empresario de Atlanta, Ron Terwilliger, fue el propietario original del nuevo equipo. Los ciudadanos de Atlanta pudieron votar por sus elecciones para el apodo y los colores del nuevo equipo. Las Dream, como fueron nombradas, jugaron su primer juego de temporada regular el 17 de mayo, que fue una derrota 67-100 ante las Connecticut Sun.
Paul Westhead renunció al Mercury después de obtener el título de 2007 y Penny Taylor optó por quedarse en casa para prepararse para los Juegos Olímpicos de Verano de 2008, lo que provocó que el Mercury flaqueara en 2008. El equipo registró un récord de 16-18 y se convirtió en el primer equipo en la historia de la WNBA en perderse los Playoffs después de ganar el campeonato en la temporada anterior. En su lugar, Detroit Shock ganó su tercer campeonato con el entrenador Bill Laimbeer, solidificando su lugar en la historia de la WNBA antes de que Laimbeer renunciara a principios de 2009, poniendo fin a la dinastía Shock.
Durante la temporada regular de 2008, se jugó el primer juego de baloncesto profesional al aire libre en América del Norte en el estadio Arthur Ashe de la ciudad de Nueva York. Indiana Fever derrotó a las New York Liberty 71-55 frente a más de 19.000 aficionados. A fines de 2008, la WNBA asumió la propiedad de una de las franquicias originales de la liga, las Houston Comets . Las Comets cesaron sus operaciones el 1 de diciembre de 2008, después de que no se pudiera encontrar ningún propietario para la franquicia. Un draft de dispersión tuvo lugar el 8 de diciembre de 2008, y con la primera selección, Sancho Lyttle fue elegida por Atlanta Dream .
Después de una conclusión insatisfactoria en 2008, el Mercury pareció recuperarse al calibre de campeonato. El nuevo entrenador en jefe Corey Gaines implementó el estilo de juego de Paul Westhead, y el Mercury promedió 92.82 puntos por partido durante la temporada 2009. Con la ayuda del regreso de Penny Taylor, las Mercury una vez más consiguieron el primer lugar en la Conferencia Oeste y avanzaron a las Finales de 2009 . La serie de campeonato fue una batalla de estilos contrastantes ya que el Mercury (ofensiva número uno de la liga, 92.82 puntos por juego) tuvo que enfrentarse a Indiana Fever (defensa número tres de la liga, 73.55 puntos por juego). La serie duró cinco juegos, incluido posiblemente uno de los juegos más emocionantes en la historia de la WNBA en el juego uno de la serie (Phoenix ganó en tiempo extra, 120-116 . Las Mercury vencieron a las Fever en el quinto juego, esta vez en su cancha local, para capturar su segundo campeonato de la WNBA.
El sistema de Paul Westhead no solo influyó en su equipo, las Mercury, sino que creó un efecto dominó en toda la liga. Los jóvenes deportistas fueron capaces de anotar más y jugar a un ritmo más rápido. Como liga, el promedio de 2010 de 80.35 puntos por partido fue el mejor, superando con creces el promedio de 69.2 en la temporada inaugural de la liga.

### Cambio de Base (2010-2012)

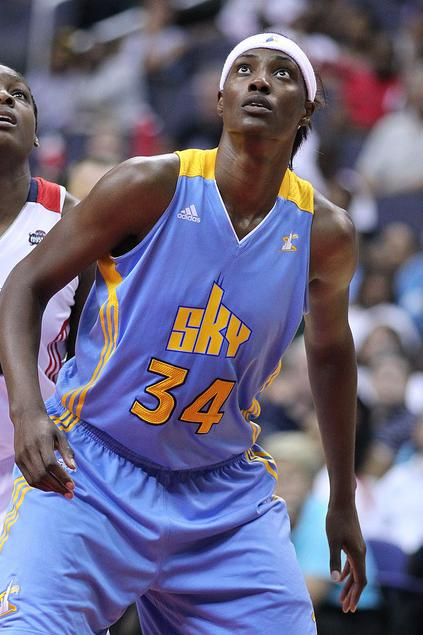
Sylvia Fowles, jugando para el Sky

El 20 de octubre de 2009, la WNBA anunció que Detroit Shock se trasladaría a Tulsa, Oklahoma ; el equipo se llama Tulsa Shock . El 20 de noviembre de 2009, la WNBA anunció que las Sacramento Monarchs se habían retirado debido a la falta de apoyo de sus dueños actuales, la familia Maloof, quienes también eran dueños de los Sacramento Kings en ese momento. La liga anunció que buscaría nuevos dueños para reubicar al equipo en el área de la Bahía de San Francisco ; sin embargo, no se encontró propietario y se llevó a cabo un draft de dispersión el 14 de diciembre de 2009.
La temporada 2010 vio una carrera reñida en el Este, con tres equipos empatados en el primer lugar en el último día de la temporada regular. Cinco de los seis equipos del Este ocuparon el primer lugar en algún momento de la temporada. El Este tenía un porcentaje de victorias de .681 sobre el Oeste, el más alto de su historia. En las Finales de 2010, dos nuevos equipos representaron cada conferencia: Seattle Storm y Atlanta Dream . Seattle hizo su primera aparición en una final desde que lo ganó todo en 2004 y Atlanta, que llegó a los playoffs como un cuarto puesto, barrió de manera impresionante a sus oponentes en las dos primeras rondas para avanzar a las Finales en solo el tercer año de existencia del equipo.
Después de la temporada 2010, la presidenta Orender anunció que renunciaría a su cargo a partir del 31 de diciembre. El 21 de abril de 2011, el comisionado de la NBA, David Stern, anunció que la exvicepresidenta sénior y directora de marketing de Girl Scouts of the USA Laurel J. Richie asumiría sus funciones como presidente el 16 de mayo de 2011.
La temporada 2011 comenzó con una fuerte publicidad ayudada por las jóvenes estrellas emergentes de la liga y el cierre patronal de la NBA. El cierre patronal de la NBA de 2011 comenzó el 1 de julio de 2011. A diferencia del bloqueo anterior, que afectó a la WNBA, la presidenta Laurel J. Richie confirmó que este bloqueo no afectaría a la WNBA. Si la temporada de la NBA se acortara o cancelaba, la temporada 2012 de la WNBA (incluidos los equipos de la WNBA que aún son propiedad de los propietarios de la NBA) se desarrollaría según lo planeado. El cierre patronal terminó el 26 de noviembre y los equipos de la NBA jugarían una temporada regular de 66 partidos después del cierre patronal.
Muchos medios de comunicación comenzaron a cubrir la liga con más frecuencia. NBA TV, el hogar televisivo de la NBA, programó más de 70 juegos de temporada regular para ser televisados (junto con una docena más en ESPN2 y ABC ). La nueva afluencia de jóvenes talentos a la liga dio a muchos equipos algo por lo que entusiasmarse. Jugadoras como Candace Parker de Sparks, Maya Moore de Lynx, DeWanna Bonner de Mercury, Angel McCoughtry de Dream, Sylvia Fowles del Sky, Tina Charles del Sun y Liz Cambage de Shock trajeron un nuevo nivel de emoción. al juego, sumando talento a los equipos de jóvenes veteranas como Diana Taurasi, Seimone Augustus y Cappie Pondexter . El nivel de juego parecía evidenciarse por mayor puntuación, mejor defensa y porcentajes de tiros más altos. Al final de la temporada regular de 2011, nueve de los doce equipos de la liga habían aumentado la asistencia sobre sus promedios de 2010 . 
La pívot de Connecticut Sun, Tina Charles, estableció un récord de liga de dobles-dobles en una temporada con 23. Además, Sylvia Fowles de Chicago Sky se convirtió en la segunda jugadora en la historia de la WNBA en terminar una temporada con un promedio de al menos 20 puntos (20.0ppg) y 10 rebotes (10.2rpg) por juego. Las San Antonio Silver Stars también experimentaron impulsos de sus jugadores jóvenes; la novata Danielle Adams anotó 32 puntos desde la banca en junio y su compañera novata Danielle Robinson tuvo un juego de 36 puntos en septiembre. La alero de Atlanta Dream, Angel McCoughtry, fue la primera jugadora en la historia de la liga en promediar más de 20 puntos por juego (21.6ppg) mientras jugaba menos de 30 minutos por juego (27.9mpg).
McCoughtry llevó a su equipo a las Finales por segundo año consecutivo, pero a pesar de romper su propio récord de anotaciones en las Finales, las Dream fue barrida por segundo año consecutivo, esta vez por Minnesota Lynx, que ganó su primer título gracias a una Seimone Augustus completamente sana. .
2012 contó con una larga pausa olímpica . Indiana Fever ganó el campeonato de la WNBA de ese año.

### Las Tres para Ver (2013)
El muy publicitado Draft de la WNBA 2013 produjo a la estrella de la Universidad de Baylor Brittney Griner, Elena Delle Donne de Delaware y la All American de Notre Dame Skylar Diggins (ahora Diggins-Smith) como las tres primeras selecciones, el draft fue el primero en ser televisado en horario estelar por ESPN. Griner, Delle Donne y Diggins fueron etiquetadas como "The Three To See" ("Las tres para ver"), pero con el draft también aparecieron destacadas como Tayler Hill, Layshia Clarendon y Alex Bentley. El retiro de las leyendas Katie Smith, Tina Thompson, Ticha Penicheiro y Sheryl Swoopes, junto con la llegada de novatas muy promocionadas y nuevos cambios en las reglas, marcaron efectivamente el final de una era para la WNBA y el comienzo de otra.[cita requerida]
En la cancha, Minnesota Lynx ganó su segundo título en tres años, derrotando al Atlanta Dream en las Finales y convirtiéndose en el primer equipo en barrer los playoffs desde Seattle Storm .
La promoción de Griner, Delle Donne y Diggins ayudó a aumentar los índices de audiencia de televisión de la liga en un 28 por ciento, y la mitad de los equipos terminaron la temporada con ganancias. La mejor salud de la liga quedó en exhibición después de la temporada, cuando el grupo de propietarios de Los Angeles Sparks se retiró; A la liga le tomó solo unas pocas semanas alinear a Guggenheim Partners para comprar el equipo, y la franquicia también generó interés por parte de la propiedad de los Golden State Warriors .

### Nuevo convenio colectivo y la Commissioner's Cup (2020)
Durante la temporada 2018, el sindicato de jugadoras de la WNBA optó por salirse del convenio colectivo (CBA) con la liga, que luego finalizó después de la temporada 2019. En enero de 2020, la liga y el sindicato anunciaron que habían llegado a un acuerdo sobre un nuevo convenio colectivo que entraría en vigencia en la temporada 2020 y hasta 2027. Entre las características del nuevo acuerdo se encuentran:
- La compensación total de la jugadora aumentará un poco más del 50%. Si bien la mayor parte de este aumento se destinará a las jugadoras estrella, todos las jugadoras se beneficiarán hasta cierto punto, y ambos lados estaban interesados principalmente en limitar, si no eliminar, el juego en el extranjero de las mejores jugadoras de la liga.
- Las jugadoras podrán llegar a la agencia libre sin restricciones un año antes de lo anteriormente convenido. El convenio colectivo anterior permitió a un equipo designar a un jugador como "núcleo", similar a la etiqueta de franquicia de la NFL, cuatro veces. Esto se reduce a tres en 2020 y se reducirá aún más a dos en 2022.
- Todos los viajes aéreos de las jugadoras a los juegos de la temporada regular serán, como mínimo, en clase económica prémium. Además, cada jugadora tendrá su propia habitación de hotel para los juegos de carretera.
- Las jugadoras recibirán su salario completo mientras estén de baja por maternidad. Además, se proporcionará un estipendio anual para el cuidado de niños de $ 5,000 por jugadora; los equipos pondrán a disposición de las jugadoras con niños apartamentos de al menos dos dormitorios y añadirán instalaciones para las madres lactantes; y la liga ofrecerá beneficios de planificación familiar que permiten un reembolso de hasta $ 60,000 para jugadoras veteranas por gastos relacionados con la adopción, la subrogación, la preservación de embriones o el tratamiento de la infertilidad.
- La CBA pasará a penalizar severamente a las jugadoras veteranas por llegar tarde a los campos de entrenamiento de la WNBA. Para el sexto año de la CBA, las jugadoras con más de 2 años de servicio que se pierdan el inicio del campo de entrenamiento serán suspendidas por la temporada. Las excepciones incluyen lesiones graves, compromisos con el equipo nacional para jugadoras no estadounidenses, graduaciones universitarias y otros eventos importantes de la vida.
- La CBA también abordó el tema de las jugadoras que forman parte del cuerpo técnico de la NBA durante la temporada tradicional de baloncesto. Esto llegó a un punto crítico durante la temporada baja de 2019 cuando los Washington Wizards, propiedad de la misma compañía propietaria de Mystics de la WNBA, contrataron a la jugadora de Mystics Kristi Toliver como asistente. Según el convenio colectivo anterior, a los equipos se les permitía solo $ 50,000 por año para asignar a los jugadores como un incentivo para no jugar en el extranjero. Debido a la propiedad compartida de los Mystics y Wizards, los Wizards solo podían pagar a Toliver la asignación de $ 50,000 de los Mystics, la mayoría de los cuales ya se habían comprometido con Elena Delle Donne, una jugadora que normalmente no viaja al extranjero. Con el nuevo convenio colectivo, las jugadoras veteranas pueden trabajar como entrenadores en la NBA sin límite salarial, independientemente de la estructura de propiedad del equipo.

También en enero de 2020, la WNBA anunció un nuevo torneo de temporada, la Copa del Comisionado (Commissioner's Cup), que comenzaría con la temporada 2020. Cada equipo jugará 10 partidos de Copa durante la temporada: específicamente, los primeros partidos en casa y fuera de casa contra cada equipo en su conferencia. Los juegos finales de la Copa se jugarán en julio, y el mejor equipo en la clasificación de la Copa de cada conferencia avanzará a una final única de la Copa en agosto.
El calendario de la WNBA 2020 originalmente incluía un receso de un mes en julio y agosto para permitir que los jugadores participaran en los Juegos Olímpicos de Tokio 2020. Los juegos de 2020 se han pospuesto hasta 2021 debido a la pandemia de COVID-19, lo que hace innecesario el descanso. El 3 de abril de 2020, la WNBA anunció que se pospondría el inicio de su propio calendario. El draft del 2020 se llevó a cabo como estaba programado originalmente el 17 de abril, aunque se hizo de forma remota. No se anunciaron detalles del calendario revisado en el momento del draft, y la Copa del Comisionado finalmente no se celebró en 2020.

### Temporada 2020 en IMG Academy
En junio de 2020, la comisionada de la WNBA, Cathy Engelbert, anunció planes para que la liga tenga una temporada regular de 22 juegos y un formato de playoffs tradicional, que se llevará a cabo exclusivamente en la IMG Academy en Bradenton, Florida. Las jugadoras se alojaron en el complejo de Bradenton y todos los juegos y prácticas tuvieron lugar allí. Las jugadoras tenían hasta el 25 de junio para informar a sus equipos si planeaban participar.

### Campaña "Count It" para el 25.º Aniversario
El 15 de marzo de 2021, se anunció que la WNBA utilizará un logotipo, balón y uniformes ceremoniales para la campaña festiva de su 25.º aniversario, denominada en inglés "Count It" (Cuéntalo). Como una parte adicional de la misma campaña, la liga además creó The W25, una lista de 25 jugadoras escogidas como las mejores y más influyentes de la liga. La lista fue seleccionada por una mesa integrada por periodistas y pioneras del baloncesto femenino.
El lanzamiento postergado de la Copa del Comisionada se anunció el 12 de mayo de 2021, dos días antes del inicio de la temporada regular. Se mantuvo el calendario original, en que, para cada equipo, el primer partido en casa y el primer fuera de casa contra oponentes de su propia conferencia se contarían como partidos de la Copa. Todos los partidos de la Copa para cada conferencia se jugaron antes del inicio, en el 11 de julio, del descanso Olímpico. El final del Copa, oficialmente denominado el Partido del Campeonato de la Copa del Comisionado, incluye el mejor equipo de cada conferencia en la clasificación de la Copa. El primer final de la Copa tuvo lugar el 12 de agosto, como el primer partido después del descanso Olímpico, y fue transmitido en vivo por Amazon Prime Video. El pozo de premios para la Copa es $500,000. Se garantiza un bono mínimo de $50,000 para las jugadoras del equipo ganador, de $10,000 para las del equipo perdedor, y un bono adicional de $5,000 para la MVP del campeonato.

## Equipos
La WNBA se originó con 8 equipos en 1997 y, a través de una secuencia de expansiones, contracciones y reubicaciones*, actualmente consta de 13 equipos. Ha habido un total de 19 franquicias en la historia de la WNBA.
A partir de la temporada 2020 más reciente de la liga, Las Vegas Aces (anteriormente Utah Starzz y San Antonio (Silver) Stars ), Los Angeles Sparks, New York Liberty y Phoenix Mercury son las únicas franquicias restantes que se fundaron en 1997.
Los pabellones que se enumeran a continuación reflejan aquellos destinados a ser utilizados en la próxima temporada de la liga en 2025.
| Conferencia | Equipo                 | Ciudad                    | Pabellón              | Capacidad | Ingreso | Entrenador      |
| ----------- | ---------------------- | ------------------------- | --------------------- | --------- | ------- | --------------- |
| Este        | Atlanta Dream          | College Park, Georgia     | Gateway Center Arena  | 3.500     | 2008    | Karl Smesko     |
| Este        | Chicago Sky            | Chicago, Illinois         | Wintrust Arena        | 10.387    | 2006    | Tyler Marsh     |
| Este        | Connecticut Sun        | Uncasville, Connecticut   | Mohegan Sun Arena     | 9.323     | 1999    | Rachid Meziane  |
| Este        | Indiana Fever          | Indianápolis, Indiana     | Gainbridge Fieldhouse | 17,923    | 2000    | Stephanie White |
| Este        | New York Liberty       | Brooklyn, Nueva York      | Barclays Center       | 17.732    | 1997    | Sandy Brondello |
| Este        | Washington Mystics     | Washington D. C.          | CareFirst Arena       | 4.200     | 1998    | Sydney Johnson  |
| Oeste       | Dallas Wings           | Arlington, Texas          | College Park Center   | 7.000     | 1998    | Chris Kocianes  |
| Oeste       | Golden State Valkyries | San Francisco, California | Chase Center          | 18.064    | 2025    | Natalie Nakase  |
| Oeste       | Las Vegas Aces         | Paradise, Nevada          | Michelob Ultra Arena  | 12.000    | 1997    | Becky Hammon    |
| Oeste       | Los Angeles Sparks     | Los Ángeles, California   | Crypto.com Arena      | 18.997    | 1997    | Lynne Roberts   |
| Oeste       | Minnesota Lynx         | Minneapolis, Minnesota    | Target Center         | 19.356    | 1999    | Cheryl Reeve    |
| Oeste       | Phoenix Mercury        | Phoenix, Arizona          | Footprint Center      | 18.422    | 1997    | Nate Tibbets    |
| Oeste       | Seattle Storm          | Seattle, Washington       | Climate Pledge Arena  | 18.100    | 2000    | Noelle Quinn    |

### Futuros equipos
| Equipo        | Ciudad                  | Pabellón             | Capacidad | Fecha de unión | Entrenador |
| ------------- | ----------------------- | -------------------- | --------- | -------------- | ---------- |
| Toronto Tempo | Toronto, Ontario        | Coca-Cola Coliseum   | 8,700     | 2026           | TBA        |
| Portland Fire | Portland, Oregón        | Moda Center          | 19,393    | 2026           | TBA        |
| Cleveland     | Cleveland, Ohio         | Rocket Arena         | 19,432    | 2028           | TBA        |
| Detroit       | Detroit, Míchigan       | Little Caesars Arena | 20,332    | 2029           | TBA        |
| Filadelfia    | Filadelfia, Pensilvania | Xfinity Mobile Arena | 21,000    | 2030           | TBA        |

### Relación con los equipos de la NBA
Siete equipos de la WNBA están asociados con un equipo de la NBA del mismo mercado y se conocen como equipos hermanos. Estos equipos incluyen a los Brooklyn Nets y New York Liberty, los Golden State Warriors y Golden State Valkyries, los Indiana Pacers y Fever, Los Angeles Lakers y Sparks, los Minnesota Timberwolves y Lynx, los Phoenix Suns y Mercury, y los Washington Wizards and Mystics. De estos equipos, solo los Sparks tienen una propiedad completamente separada. El Liberty se había asociado con los New York Knicks, habiendo sido propiedad de la empresa matriz de los Knicks, The Madison Square Garden Company, pero el equipo se vendió en enero de 2019 a un grupo liderado por Joseph Tsai, entonces propietario minoritario de los Nets y ahora propietario único de ese equipo. Durante la temporada 2017, los San Antonio Spurs y los Stars también se emparejaron, pero esa relación terminó en octubre de 2017 cuando MGM Resorts International compró los Stars y se mudaron a Las Vegas .
Tres equipos de la WNBA están en el mismo mercado que un equipo de la NBA, pero no están afiliados. Aunque está ubicado en el mismo mercado, el Chicago Sky no está afiliado a los Bulls, como lo demuestran sus diferentes estadios locales: el Sky juega en el Wintrust Arena en el Near South Side de Chicago, mientras que los Bulls juegan en el United Center en el Near West Side de la ciudad. . Los Dallas Wings, que habían sido los Tulsa Shock antes de mudarse al Dallas-Fort Worth Metroplex después de la temporada 2015, no están afiliados al equipo de la NBA existente en el Metroplex, los Dallas Mavericks . Al igual que con los Sky y los Bulls, los Wings y Mavericks juegan en diferentes áreas, con los Wings jugando en College Park Center en Arlington en lugar de los Mavericks jugando en el centro de Dallas en el American Airlines Center . Si bien Atlanta Dream compartió State Farm Arena con los Hawks desde el inicio del Dream en 2008 hasta 2016 y nuevamente en 2019, los Hawks nunca tuvieron participación en la propiedad del equipo de la WNBA.
El equipo restante de la WNBA, Seattle Storm, fue anteriormente el equipo hermano de SuperSonics, pero fue vendido a un grupo con sede en Seattle antes de que SuperSonics se mudara y se convirtiera en Oklahoma City Thunder .
Los ahora desaparecidos Charlotte Sting, Miami Sol, Portland Fire, Cleveland Rockers, Orlando Miracle, Houston Comets y Sacramento Monarchs también fueron equipos hermanos de los Hornets, Heat, Trail Blazers, Cavaliers, Magic, Rockets y Kings, respectivamente. Los Utah Starzz estaban afiliados al Jazz antes de mudarse a San Antonio como Silver Stars bajo la propiedad de la empresa matriz de los Spurs en 2003. Al convertirse en las Stars en 2014, compartieron los colores del equipo de los Spurs. El equipo finalmente se trasladaría a Las Vegas como las Aces en 2017. El Detroit Shock era el equipo hermano de los Pistons hasta que el dueño de los equipos vendió el Shock a inversores que lo trasladaron a Tulsa, Oklahoma . Durante su estadía en Tulsa, no estuvo afiliado al equipo de la NBA de Oklahoma, el Oklahoma City Thunder.
Cinco equipos comparten mercado con un equipo de la NBA G League . Dos de ellos también comparten arenas: el Dream comparten College Park y Gateway Center Arena con College Park Skyhawks. mientras que las Mystics comparten Washington D. C. y St. Elizabeths East Entertainment and Sports Arena con Capital City Go-Go . Además, los Sparks comparten el mercado de Los Ángeles con los Ontario Clippers y South Bay Lakers, los Wings comparten el mercado de Dallas-Fort Worth con los Texas Legends y los Liberty comparten el mercado de la ciudad de Nueva York con los Long Island Nets y los Westchester Knicks. . Otros dos equipos están ubicados a 150 millas de los equipos de la WNBA (los Delaware Blue Coats y Fort Wayne Mad Ants están cerca de Mystics y Fever, respectivamente). Los Stars también estaban a 150 millas de un equipo de la G League (los Austin Spurs) antes de mudarse a Las Vegas, al igual que el Mercury antes de que los Northern Arizona Suns se mudaran a Detroit para convertirse en el Motor City Cruise. Las Shock compartió el mercado de Tulsa con los Tulsa 66ers hasta que este último equipo fue reubicado para convertirse en el Oklahoma City Blue en 2014.

### Cronograma de Franquicias
| Estaciones)   | # Equipos |
| ------------- | --------- |
| 1997          | 8         |
| 1998          | 10        |
| 1999          | 12        |
| 2000-2002     | 16        |
| 2003          | 14        |
| 2004-2005     | 13        |
| 2006          | 14        |
| 2007          | 13        |
| 2008          | 14        |
| 2009          | 13        |
| 2010-presente | 12        |

### Equipos reubicados
- Detroit Shock – 1998–2009 (trasladado a Tulsa, Oklahoma)
- Orlando Miracle – 1999–2002 (trasladado a Uncasville, Connecticut)
- Utah Starzz – 1997–2002 (trasladado a San Antonio, Texas)
- Tulsa Shock – 2010–2015 (trasladado a Arlington, Texas)
- San Antonio Stars – 2003–2017 (trasladado a Las Vegas, Nevada)

### Equipos extintos
- Charlotte Sting – 1997–2006
- Cleveland Rockers – 1997–2003
- Houston Comets – 1997–2008
- Miami Sol – 2000–2002
- Portland Fire – 2000–2002
  - No relacionado con el equipo que comenzará a jugar como Portland Fire en 2026.
- Sacramento Monarchs – 1997–2009

## Formato de temporada

### Temporada regular

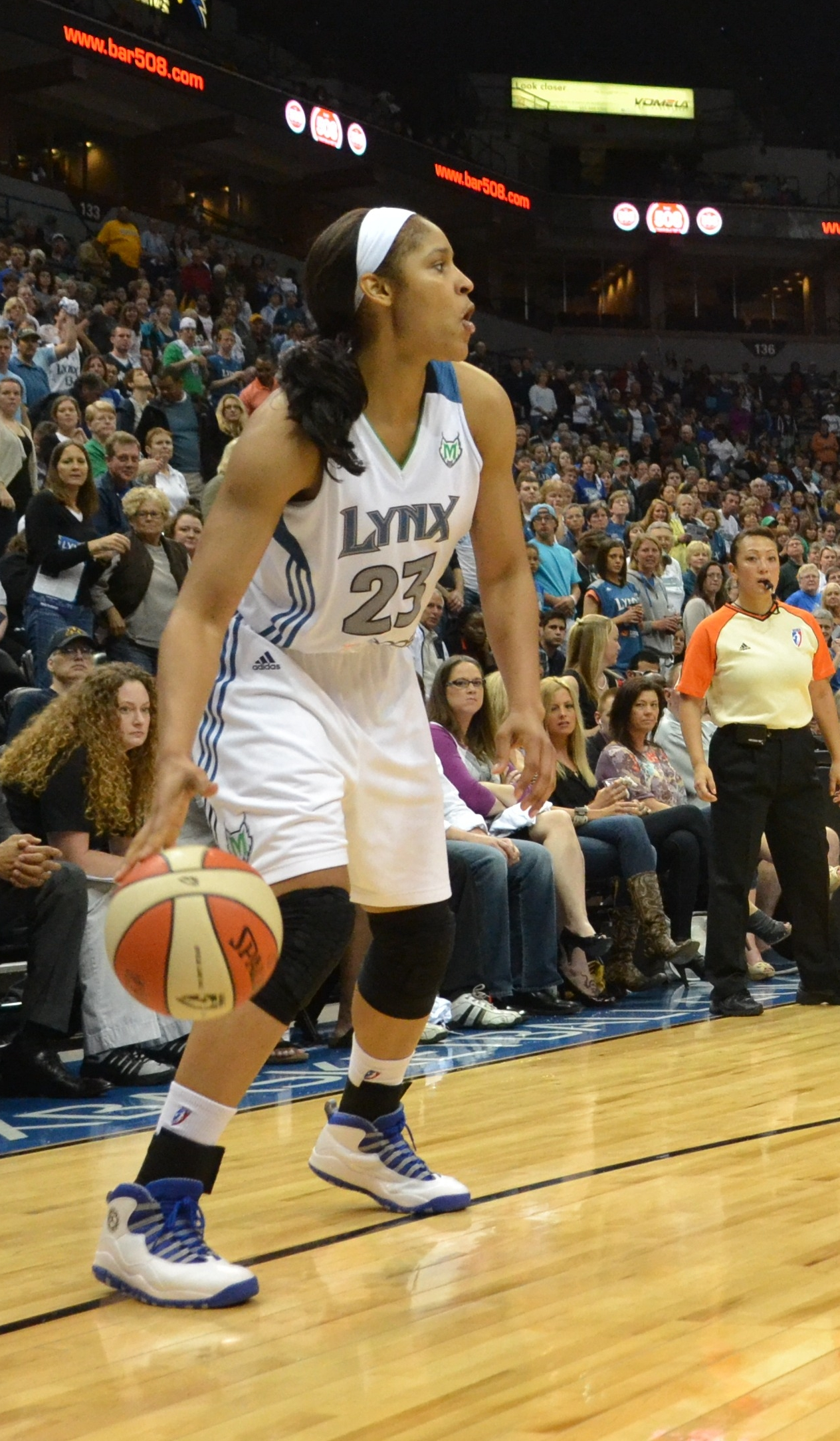
Maya Moore, jugadora de Minnesota Lynx en la WNBA 2012

Los equipos realizan campos de entrenamiento en mayo. Los campos de entrenamiento permiten al cuerpo técnico preparar a las jugadoras para la temporada regular y determinar el roster de 12 mujeres con el que comenzarán la temporada regular. Después del campo de entrenamiento, se llevan a cabo una serie de juegos de exhibición de pretemporada.
La temporada regular de la WNBA comienza en mayo. Durante la temporada regular, cada equipo juega 36 partidos, 18 en casa y fuera. Cada equipo juega contra tres equipos en conferencia 4 veces y los restantes equipos en conferencia tres veces (18 juegos). Luego, cada equipo juega contra los seis equipos fuera de la conferencia tres veces (18 juegos). Como en la NBA, cada equipo recibe y visita a todos los demás equipos al menos una vez cada temporada.
Durante los años en los que se llevan a cabo los Juegos Olímpicos de Verano, la WNBA se toma un mes de descanso a mitad de temporada para permitir que las jugadoras practiquen y compitan con sus respectivos equipos nacionales.

### Copa del Comisionado de la WNBA
Se planeó que la temporada 2020 sea la primera Copa del Comisionado, un torneo de temporada. Los primeros partidos en casa y fuera de casa de cada equipo contra cada uno de sus oponentes en la conferencia, todos los cuales se jugarían en la primera mitad de la temporada, fueron designados como partidos de Copa. Después de que cada equipo jugara sus 10 partidos de la Copa, el mejor equipo en la clasificación de la Copa de cada conferencia avanzaría a la Final de la Copa del Comisionado, un único partido que se celebraba en agosto. La pandemia de COVID-19 provocó que el torneo fuera descartado por el momento. En cambio, la Copa del Comisionado comenzó en 2021 bajo el formato anunciado originalmente.

### Juego de Estrellas de la WNBA
En 1999, la liga celebró su primer Juego de Estrellas, donde las mejores jugadoras de la Conferencia Este jugaron contra las mejores jugadoras de la Conferencia Oeste. Desde que los Juegos de Estrellas se realizan, el Oeste ha sido dominante hasta 2006, cuando el Este finalmente ganó un juego.
En julio, la temporada regular se detiene para celebrar el All-Star Game anual de la WNBA . El juego es parte de un evento de fin de semana, que se lleva a cabo en una ciudad seleccionada de la WNBA cada año. El juego se realiza en la cancha de local del equipo WNBA seleccionado. El Juego de Estrellas presenta a jugadoras estrella de la Conferencia Oeste frente a jugadoras estrella de la Conferencia Este. Durante la temporada, los fanáticos votan por las jugadoras que les gustaría ver comenzar el juego. En 2004, The Game at Radio City se llevó a cabo en lugar de un All-Star Game tradicional. El All-Star Game de 2006 fue el primer juego en presentar uniformes personalizados que coinciden con el logotipo del aniversario de la década. Desde 2008, no se ha celebrado ningún Juego de Estrellas en ningún año olímpico de verano. En 2010, se llevó a cabo un juego de exhibición ( Stars at the Sun ). Aunque los Juegos Olímpicos de Verano de 2020 se pospusieron hasta 2021 debido al COVID-19, no se jugó ningún Juego de Estrellas en esa temporada; Es probable que no haya un Juego de Estrellas en 2021.
Poco después de la pausa del Juego de Estrellas es la fecha límite para intercambios. Después de esta fecha, los equipos no pueden intercambiar jugadores entre sí por el resto de la temporada, aunque aún pueden fichar y liberar jugadores. Las operaciones importantes a menudo se completan justo antes de la fecha límite de negociación.

### Eliminatorias de la WNBA
Los Playoffs de la WNBA generalmente comienzan a fines de septiembre, aunque en los años de la Copa del Mundo FIBA comienzan en agosto. En el sistema actual, los ocho mejores equipos por el récord de temporada regular, sin importar la alineación de la conferencia, califican para los playoffs. Tener una clasificación más alta ofrece varias ventajas. Dado que las dos primeras cabezas de serie obtienen dobles pases libres y las siguientes dos cabezas de serie obtienen pases libres de primera ronda, tener una clasificación más alta generalmente significa que uno se enfrentará a un equipo más débil. El equipo de cada serie con mejor récord tiene ventaja de local. Desde 2016 Verizon es el patrocinador oficial.
Las dos primeras rondas de playoffs siguen un formato de torneo en el que cada equipo juega contra un rival en un juego de eliminación simple, con los ganadores avanzando a la siguiente ronda y los perdedores eliminados de los playoffs. Para la primera ronda, los enfrentamientos por cabezas de serie son el quinto contra el octavo y el sexto contra el séptimo. En la segunda ronda, los emparejamientos por cabezas de serie son el tercero contra el clasificado restante más bajo y la cuarta contra el clasificado restante más alto. En las semifinales, los enfrentamientos por cabezas de serie son el primero frente al cabeza de serie restante más bajo y el segundo frente al cabeza de serie restante más alto. Esto deja a dos equipos para jugar entre sí en las Finales de la WNBA. La primera y la segunda rondas consisten en juegos de eliminación simple, mientras que las semifinales son series al mejor de cinco con un patrón de cancha local 2-2-1, lo que significa que el equipo mejor clasificado tendrá cancha local en los juegos 1, 2 y 5 mientras el otro equipo juega en casa en el juego 3 y 4. Este patrón ha estado vigente desde 2016 (cambió del formato al mejor de tres series 1–1–1 para cuatro equipos en cada conferencia, donde el cabeza de serie más alto fue el anfitrión del juego inaugural en las dos primeras rondas).

### Finales de la WNBA
La ronda final de playoffs, una serie al mejor de cinco entre los dos equipos ganadores de las semifinales, se conoce como las Finales de la WNBA y se lleva a cabo anualmente, actualmente programada para octubre. Cada jugador del equipo ganador recibe un anillo de campeonato. Además, la liga otorga el premio al jugador más valioso de las finales de la WNBA . Para esta ronda, la serie sigue un patrón 2–2–1, lo que significa que un equipo tendrá cancha de local en los juegos 1, 2 y 5, mientras que el otro jugará en casa en los juegos 3 y 4. El patrón 2–2–1 en las Finales de la WNBA ha estado vigente desde 2005.
| Temporada | Ganador             | Series | Finalista                |
| --------- | ------------------- | ------ | ------------------------ |
| 1997      | Houston Comets      | 1-0    | New York Liberty         |
| 1998      | Houston Comets      | 2-1    | Phoenix Mercury          |
| 1999      | Houston Comets      | 2-1    | New York Liberty         |
| 2000      | Houston Comets      | 2-0    | New York Liberty         |
| 2001      | Los Angeles Sparks  | 2-0    | Charlotte Sting          |
| 2002      | Los Angeles Sparks  | 2-0    | New York Liberty         |
| 2003      | Detroit Shock       | 2-1    | Los Angeles Sparks       |
| 2004      | Seattle Storm       | 2-1    | Connecticut Sun          |
| 2005      | Sacramento Monarchs | 3-1    | Connecticut Sun          |
| 2006      | Detroit Shock       | 3-2    | Sacramento Monarchs      |
| 2007      | Phoenix Mercury     | 3-2    | Detroit Shock            |
| 2008      | Detroit Shock       | 3-0    | San Antonio Silver Stars |
| 2009      | Phoenix Mercury     | 3-2    | Indiana Fever            |
| 2010      | Seattle Storm       | 3-0    | Atlanta Dream            |
| 2011      | Minnesota Lynx      | 3-0    | Atlanta Dream            |
| 2012      | Indiana Fever       | 3-1    | Minnesota Lynx           |
| 2013      | Minnesota Lynx      | 3-0    | Atlanta Dream            |
| 2014      | Phoenix Mercury     | 3-0    | Chicago Sky              |
| 2015      | Minnesota Lynx      | 3-2    | Indiana Fever            |
| 2016      | Los Angeles Sparks  | 3-2    | Minnesota Lynx           |
| 2017      | Minnesota Lynx      | 3-2    | Los Angeles Sparks       |
| 2018      | Seattle Storm       | 3-0    | Washington Mystics       |
| 2019      | Washington Mystics  | 3-2    | Connecticut Sun          |
| 2020      | Seattle Storm       | 3-0    | Las Vegas Aces           |
| 2021      | Chicago Sky         | 3-1    | Phoenix Mercury          |
| 2022      | Las Vegas Aces      | 3-1    | Connecticut Sun          |
| 2023      | Las Vegas Aces      | 3-1    | New York Liberty         |
| 2024      | New York Liberty    | 3-2    | Connecticut Sun          |

## Campeonatos de liga
Las Houston Comets, Minnesota Lynx y Seattle Storm tienen la distinción de haber ganado la mayor cantidad de campeonatos con 4 títulos cada uno. Las Comets se retiraron en 2008. El Lynx tiene la mayor cantidad de apariciones en el campeonato con 7, 6 de ellas ocurridas entre 2011 y 2017 y la última en 2024. Los equipos con † se retiraron y ya no pueden llegar a las Finales de la WNBA.
| Equipo                                   | Títulos | Segundo | Finales | Años campeón           | Años finalista               |
| ---------------------------------------- | ------- | ------- | ------- | ---------------------- | ---------------------------- |
| Minnesota Lynx                           | 4       | 3       | 7       | 2011, 2013, 2015, 2017 | 2012, 2016, 2024             |
| Seattle Storm                            | 4       | 0       | 4       | 2004, 2010, 2018, 2020 | -                            |
| Houston Comets († 2008)                  | 4       | 0       | 4       | 1997, 1998, 1999, 2000 |                              |
| Los Angeles Sparks                       | 3       | 2       | 5       | 2001, 2002, 2016       | 2003, 2017                   |
| Phoenix Mercury                          | 3       | 2       | 5       | 2007, 2009, 2014       | 1998, 2021                   |
| Dallas Wings (antes Detroit Shock)       | 3       | 1       | 4       | 2003, 2006, 2008       | 2007                         |
| Las Vegas Aces (antes San Antonio Stars) | 2       | 2       | 4       | 2022, 2023             | 2008, 2020                   |
| New York Liberty                         | 1       | 5       | 6       | 2024                   | 1997, 1999, 2000, 2002, 2023 |
| Indiana Fever                            | 1       | 2       | 3       | 2012                   | 2009, 2015                   |
| Sacramento Monarchs († 2009)             | 1       | 1       | 2       | 2005                   | 2006                         |
| Washington Mystics                       | 1       | 1       | 2       | 2019                   | 2018                         |
| Chicago Sky                              | 1       | 1       | 2       | 2021                   | 2014                         |
| Connecticut Sun                          | 0       | 4       | 4       | -                      | 2004, 2005, 2019, 2022       |
| Atlanta Dream                            | 0       | 3       | 3       | -                      | 2010, 2011, 2013             |
| Charlotte Sting († 2006)                 | 0       | 1       | 1       | -                      | 2001                         |

Equipos extintos sin apariciones en finales de la WNBA: 
- Cleveland Rockers (1997–2003)
- Miami Sol (2000–2002)
- Portland Fire (2000–2002)

## Jugadoras y entrenadores destacados

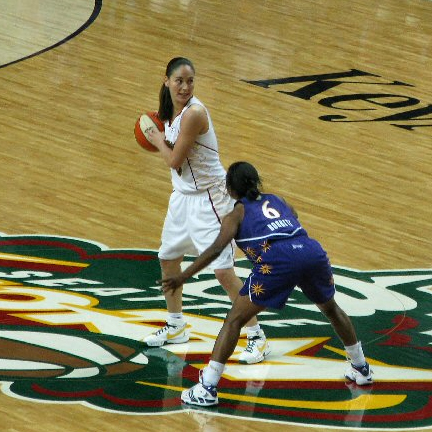
Sue Bird, miembro de los equipos All-Decade, Top 15, Top 20 y Top 25 de la WNBA

En 2011, una década y media después del lanzamiento de la WNBA, solo quedaban dos jugadoras de la temporada inaugural de la liga en 1997 : Sheryl Swoopes y Tina Thompson. Lisa Leslie fue la jugadora que más tiempo jugó de la clase del draft de 1997; Pasó toda su carrera (1997-2009) con Los Angeles Sparks . Sue Bird tiene los dos récords de longevidad más importantes de la liga: número de temporadas en la liga (19) y partidos jugados (580).
Las integrantes del equipo de toda la década de la WNBA (WNBA's All-Decade Team) fueron elegidas en 2006 con motivo del décimo aniversario de la WNBA de entre 30 nominadas compiladas por fanáticos, medios de comunicación, entrenadores y jugadores que votaron. El equipo debía estar integrado por las 10 mejores y más influyentes jugadoras de la primera década de la WNBA, con consideración también al espíritu deportivo, el servicio comunitario, el liderazgo y la contribución al crecimiento del baloncesto femenino.
Las jugadoras del equipo Top 15 de la WNBA fueron elegidas en 2011 en el aniversario de la decimoquinta temporada de la liga de entre 30 nominadas compiladas de manera similar al proceso del equipo All-Decade. Este proceso se repitió para la temporada del 20 aniversario de la liga en 2016 con la selección del Top 20 @ 20 de la WNBA, y para la temporada del 25 aniversario en 2021 con la selección de The W25.
Más de 30 jugadoras han anotado al menos 3,000 puntos en sus carreras en la WNBA. Solo nueve jugadoras de la WNBA han alcanzado el hito de los 6.000 puntos: Diana Taurasi, Tina Thompson, Tamika Catchings, Cappie Pondexter, Katie Smith, Lisa Leslie, Sue Bird, Candice Dupree y Lauren Jackson. La líder promedio de anotaciones es Cynthia Cooper, quien promedió 21.0 puntos por juego en cinco temporadas con las Houston Comets (1997-2000, 2003).
En 2007, Paul Westhead del Phoenix Mercury se convirtió en la primera persona en ganar anillos de campeonato de la NBA y la WNBA como entrenador. 
En 2008, Nancy Lieberman, de 50 años, se convirtió en la jugadora de mayor edad en jugar en un juego de la WNBA. Ella firmó un contrato de siete días con Detroit Shock y jugó un partido, sumando dos asistencias y dos pérdidas de balón en nueve minutos de acción. Al jugar en un solo juego, Lieberman rompió un récord que había establecido en 1997 cuando era la jugadora más vieja de la liga con 39 años. La jugadora de mayor edad en competir en una temporada completa es Sue Bird, quien completó su última temporada en 2022 dos meses antes de cumplir 42 años.
Sue Bird, quien jugó para las Seattle Storm de 2002 a 2022 (aunque se perdió las temporadas 2013 y 2019 por lesión), tiene el récord de asistencias en su carrera con 3,234 en 580 partidos de temporada regular. Courtney Vandersloot, una estadounidense que también posee un pasaporte húngaro y representa a ese país internacionalmente, ostenta el récord de más asistencias por partido. Ha promediado 6.64 asistencias por juego durante su carrera con el Chicago Sky (2011-presente). Vandersloot también tiene las cinco mejores temporadas en asistencias por partido, con 8.1 en 2017, 8.6 en 2018 y 2021, 9.1 en 2019 y 10.0 en 2020.

### Premios
A principios de septiembre (o finales de agosto en los años olímpicos y de la Copa del Mundo FIBA ), finaliza la temporada regular. Es durante este tiempo que comienza la votación de premios individuales. El premio a la sexta mujer del año se otorga a la mejor jugadora que sale del banco (debe haber iniciado más juegos en la banca que los que fue titular al inicio). El premio a la Novata del Año se otorga a la jugadora de primer año más destacada. El premio a la jugadora más mejorada se otorga a la jugadora que se considera que ha mostrado la mayor mejora con respecto a la temporada anterior. El premio a la Jugadora Defensiva del Año se otorga a la mejor defensora de la liga. El premio a la deportividad de Kim Perrot se otorga a la jugadoar que muestra una deportividad sobresaliente dentro y fuera de la cancha. El premio al entrenador del año se otorga al entrenador que ha marcado la diferencia más positiva en un equipo. El premio a la jugadora más valiosa se otorga a la jugadora que se considera más valiosa para su equipo esa temporada. El premio más reciente de la WNBA es el Premio al Ejecutivo de Baloncesto del Año, que se presentó por primera vez en 2017 al ejecutivo del equipo que más contribuyó al éxito de su equipo en esa temporada.
También se nombran los equipos All-WNBA, los equipos All-Defensive y el All-Rookie Team ; cada uno consta de cinco jugadores. Hay dos equipos All-WNBA, que consisten en los mejores jugadores en cada posición, siendo el estado de primer equipo el más deseable. Hay dos equipos totalmente defensivos, que consisten en los mejores defensores en cada posición. Hay un equipo All-Rookie, formado por los mejores jugadores de primer año independientemente de la posición.

#### Ganadores de premios más recientes
Todos los ganadores listados son de la temporada 2022.
| Premio                                        | Premio                                        | Ganador         | Posición        | Equipo             | Votos / Estadística |
| --------------------------------------------- | --------------------------------------------- | --------------- | --------------- | ------------------ | ------------------- |
| MVP de la Temporada de la WNBA                | MVP de la Temporada de la WNBA                | A'ja Wilson     | Ala-pívot       | Las Vegas Aces     | 31 de 56            |
| MVP de las Finales de la WNBA                 | MVP de las Finales de la WNBA                 | Chelsea Gray    | Escolta         | Las Vegas Aces     |                     |
| Rookie del Año de la WNBA                     | Rookie del Año de la WNBA                     | Rhyne Howard    | Escolta         | Atlanta Dream      | 53 de 56            |
| Jugadora Más Mejorada de la WNBA              | Jugadora Más Mejorada de la WNBA              | Jackie Young    | Escolta         | Las Vegas Aces     | 32 de 56            |
| Mejor Defensora de la WNBA                    | Mejor Defensora de la WNBA                    | A'ja Wilson     | Ala-pívot       | Las Vegas Aces     | 20 de 56            |
| Mejor Sexta Mujer de la WNBA                  | Mejor Sexta Mujer de la WNBA                  | Brionna Jones   | Ala-pívot       | Connecticut Sun    | 53 de 56            |
| Premio Kim Perrot a la Jugadora Más Deportiva | Premio Kim Perrot a la Jugadora Más Deportiva | Sylvia Fowles   | Pívot           | Minnesota Lynx     | 36 de 56            |
| Máximo rendimiento: puntos                    | Máximo rendimiento: puntos                    | Breanna Stewart | Ala-pívot       | Seattle Storm      | 21.8 PPG            |
| Máximo rendimiento: rebotes                   | Máximo rendimiento: rebotes                   | Sylvia Fowles   | Pívot           | Minnesota Lynx     | 9.8 RPG             |
| Máximo rendimiento: asistencias               | Máximo rendimiento: asistencias               | Natasha Cloud   | Base            | Washington Mystics | 7.0 APG             |
| Premio al entrenador del año                  | Premio al entrenador del año                  | Becky Hammon    | Entrenador      | Las Vegas Aces     | 27 de 56            |
| Premio al Ejecutivo de Baloncesto del Año     | Premio al Ejecutivo de Baloncesto del Año     | James Wade      | Gerente General | Chicago Sky        | 11 de 11            |

Notas

#### Números retirados

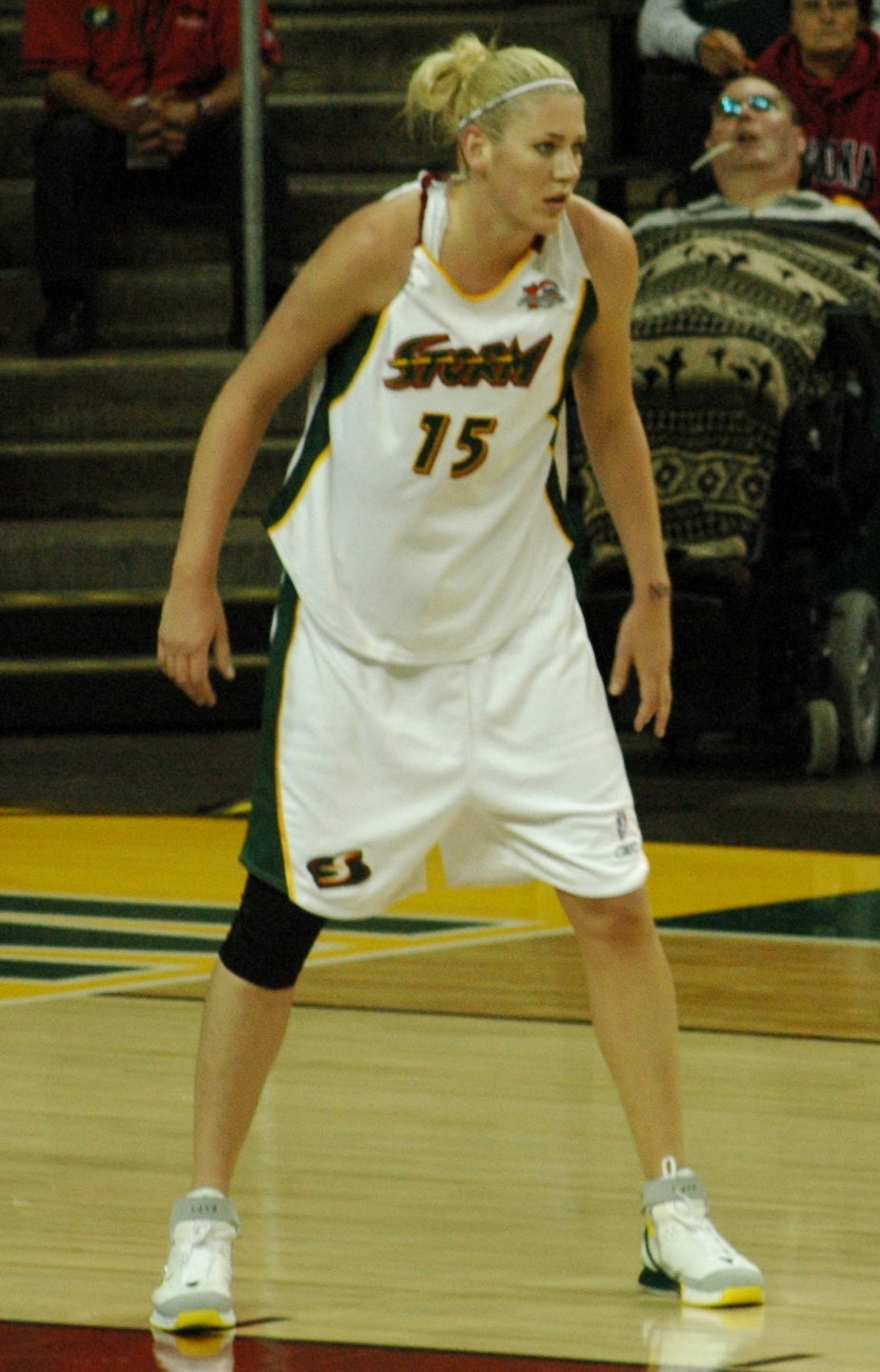
Lauren Jackson, una de las jugadoras más notables en la historia de la WNBA. El número 15 fue retirado por Seattle Storm en su honor.

| N.º | Equipo             | Jugador          | Pos.  | Tenencia [nota 1] | Árbitro.      |
| --- | ------------------ | ---------------- | ----- | ----------------- | ------------- |
| 9   | Los Angeles Sparks | Lisa Leslie      | C     | 1997-2009         | [ 41 ] [ 42 ] |
| 11  | Los Angeles Sparks | Penny Toler      | G     | 1997-1999         | [ 43 ]        |
| 24  | Indiana Fever      | Tamika Catchings | SF    | 2002–16           | [ 44 ]        |
| 25  | Las Vegas Aces     | Becky Hammon     | G     | 2007–14           | [ 45 ]        |
| 13  | Minnesota Lynx     | Lindsay Whalen   | G     | 2004-18           | [ 46 ]        |
| 7   | Phoenix Mercury    | Michele Timms    | G     | 1997-2001         | [ 47 ] [ 48 ] |
| 13  | Phoenix Mercury    | Penny Taylor     | G / F | 2004–16           | [ 49 ]        |
| 22  | Phoenix Mercury    | Jennifer Gillom  | F     | 1997-2002         |               |
| 32  | Phoenix Mercury    | Bridget Pettis   | G     | 1997-2006         |               |
| 15  | Seattle Storm      | Lauren Jackson   | F / C | 2001–12           | [ 50 ] [ 51 ] |

Notas
1. ↑  Número retirado por la franquicia cuando jugaba en las San Antonio Stars . Hammon jugó las últimas ocho temporadas de su carrera en la WNBA en San Antonio..

### Jugadores internacionales notables
Varias jugadoras internacionales que han jugado en la WNBA han ganado múltiples estrellas o ganado premios MVP:
- Elena Baranova, Rusia – entre las primeras jugadoras internacionales en la WNBA (1997), una vez All-Star (2001).
- Zheng Haixia, China – primera ganadora del Premio Kim Perrot a la Jugadora Más Deportiva y primera jugadora internacional en ganar un premio WNBA (1997)
- Margo Dydek, Polonia – primera jugadora internacional en ser la primera selección del draft (1998)
- Lauren Jackson, Australia - dos veces campeona (2004, 2010), tres veces MVP y ocho veces All-Star
- Ticha Penicheiro, Portugal – ganó un campeonato con las Monarchs en 2005 y 4 veces All-Star
- Penny Taylor, Australia – tres veces campeona  (2007, 2009, 2014) y 4 veces All-Star
- Tammy Sutton-Brown, Canadá – dos veces All-Star
- Sophia Young, San Vicente y las Granadinas – 4 veces All-Star

Algunas de estas jugadoras, entre ellos Penicheiro, Sutton-Brown y Young, jugaron baloncesto universitario estadounidense.

## Reglas y regulaciones
Las reglas se rigen por las reglas estándar de baloncesto definidas por la NBA, con algunas excepciones notables:
- La línea de tres puntos es 22 pies 1,75 pulgadas (6,75 m) desde el centro de la canasta, con una distancia de 22 pies (6,71 m) en las esquinas. El arco principal es esencialmente idéntico al utilizado por FIBA (efectivo el 1 de octubre de 2012 para competencias nacionales) y el juego masculino de la NCAA (efectivo en 2019-20 en la División I y 2020-21 en las Divisiones II y III). La distancia de esquina de la WNBA, medida desde el centro de la canasta, es idéntica a la de la NBA; la distancia masculina de FIBA y NCAA en las esquinas es 4 pulgadas (10,16 cm) más corto.
- La pelota reglamentaria de la WNBA es un mínimo de 28,5 pulgadas (72,4 cm) de circunferencia y pesa 20 onzas (567 g), 1 pulgada (2,5 cm) más pequeño y 2 onzas (56,7 g) más ligero que el balón de la NBA. Desde 2004, este tamaño se ha utilizado para todas las competiciones femeninas de alto nivel en todo el mundo en baloncesto de cancha completa. Las competencias en la variante de media cancha 3x3 utilizaron la pelota de mujeres hasta 2015, cuando se introdujo una pelota dedicada con la circunferencia de la pelota de mujeres pero el peso de la pelota de hombres.
- Los cuartos tienen una duración de 10 minutos en lugar de 12.

Los juegos se dividen en cuatro cuartos de 10 minutos a diferencia de las dos mitades de juego originales de la liga de 20 minutos, similar a las reglas universitarias femeninas de la FIBA y la NCAA (muchas jugadoras de la WNBA juegan en ligas europeas, chinas o australianas, que usan las reglas FIBA).
Una tendencia reciente con las nuevas reglas de la WNBA ha sido combinarlas con una regla similar de la NBA. Desde la temporada 2006 de la WNBA :
- El ganador del salto inicial comenzará el cuarto cuarto con un saque de banda desde el fondo. El perdedor comenzará con un saque de banda desde el fondo en el segundo y tercer cuarto. Anteriormente, bajo el formato de dos tiempos, ambos periodos comenzaban con saltos, presumiblemente para eliminar la posibilidad de que un equipo perdiera deliberadamente la punta inicial para ganar la posesión inicial del segundo tiempo. Esto no es un problema en los cuatro cuartos porque el ganador de la punta inicial obtiene la posesión inicial del período final.
- El reloj de lanzamiento se redujo de 30 a 24 segundos. Los cambios en las reglas señalaron un alejamiento de las reglas más similares a las del baloncesto universitario y hacia aquellas que proporcionan un juego más parecido a la NBA. FIBA también usa un reloj de 24 segundos. Además, en 2020, los últimos 5 segundos del reloj de lanzamiento cuentan en décimas de segundo.

La temporada 2007 de la WNBA trajo cambios que incluyeron:
- La cantidad de tiempo que un equipo debe mover la pelota a través de la línea de media cancha pasó de 10 a 8 segundos.
- Un árbitro puede conceder tiempos fuera a un jugador o al entrenador.
- Dos tiros libres y posesión del balón por falta de camino despejado a la canasta. Anteriormente, solo se concedía un tiro libre además de la posesión.

En 2012, la WNBA agregó el arco de bloqueo / carga debajo de la canasta. A partir de 2013 se introdujeron la regla defensiva de los tres segundos y las pautas anti-flopping. También se amplió la línea de tres puntos; en 2017, esa línea se extendió hasta las esquinas para igualar la de la NBA.
Desde 2017, Tissot es el cronometrador oficial de la liga, ya que utiliza un sistema unificado de reloj de juego / reloj de lanzamiento.

### Dimensiones de la cancha
| Dimensiones de la cancha de la WNBA | Dimensiones de la cancha de la WNBA | Dimensiones de la cancha de la WNBA |
| Zona | Imperial                            | Métrico                             |
| --- | ----------------------------------- | ----------------------------------- |
| Longitud de la cancha (línea de base a línea de base) | 94 pie                              | 28,65 metros                        |
| Ancho de la cancha (línea lateral a línea lateral) | 50 pie                              | 15,24 m                             |
| Altura de la llanta (piso a llanta) | 10 pie                              | 3,05 metros                         |
| Diámetro del círculo central | 12 pie                              | 3,66 m                              |
| Distancia de la línea de tres puntos desde el centro de la canasta | 22 pies 1,75 en                     | 6,75 metros                         |
| Distancia de la línea de 3 puntos desde el centro de la canasta (esquinas) | 22 pie                              | 6,71 metros                         |
| Área sombreada / Carril / Longitud de clave | 19 pie                              | 5,8 metros                          |
| Área sombreada / carril / ancho de clave | dieciséis pie                       | 4.88 metros                         |
| Área restringida (también conocida como "arco de bloqueo / carga") | 4 pie                               | 1,22 m                              |
| Línea de tiros libres (distancia desde el tablero) | 15 pie                              | 4,57 metros                         |
| Radio de semicírculo de tiro libre | 6 pie                               | 1,83 metros                         |
| Ancho del tablero (de lado a lado) | 6 pie                               | 1,83 metros                         |
| Ancho de la caja de entrenamiento (desde la línea de base) | 28 pie                              | 8.54 metros                         |
| * Todas las dimensiones están en línea con las regulaciones de la NBA, excepto el arco principal de tres puntos. La distancia de tres puntos en las esquinas es idéntica en la NBA y la WNBA. |                                     |                                     |

## Negocio

### Finanzas
A mediados de la década de 2000, la NBA gastó más de $ 10 millones por año para mantener la solvencia financiera de la WNBA. En 2007, se estimó que los equipos perdían $ 1.5 millones a $ 2 millones al año.
La liga ha comenzado a mejorar financieramente en los últimos años. En diciembre de 2010, Donna Orender dijo que la liga tenía su primer equipo con "flujo de efectivo positivo" (Connecticut Sun) para la temporada 2010. En 2011, tres equipos fueron rentables, y en 2013, seis de los 12 equipos de la liga reportaron ganancias. La liga también ha firmado contratos de televisión extendidos con ESPN y acuerdos de patrocinio con Boost Mobile .

### Activismo
A medida que la popularidad de la liga ha crecido, las jugadoras han ganado más voz y poder para actuar como activistas en muchos campos. Uno de los principales focos de las jugadoras activistas es la desigualdad entre el deporte masculino y el femenino. Muchas jugadoras como Brittney Grinner, Breanna Stewart y Maya Moore han hablado sobre la igualdad entre género, orientación sexual y raza. Las jugadoras también han apoyado movimientos sociales y políticos progresistas como Black Lives Matter y otros.

### Patrocinios
El 1 de junio de 2009, Phoenix Mercury fue el primer equipo en la historia de la WNBA en anunciar un patrocinio destacado. El equipo se asoció con LifeLock para marcar sus camisetas y calentamientos. Fue la primera camiseta de marca en la historia de la WNBA. Tras la expiración del contrato de LifeLock, Mercury consiguió un nuevo contrato de patrocinio con Casino Arizona y Talking Stick Resort el 3 de febrero de 2014.
Otros equipos finalmente siguieron los pasos de las Mercury para llevar el total a 11 equipos actuales con acuerdos de patrocinio justo en frente de sus camisetas y algunos equipos tienen patrocinadores en la parte superior del hombro izquierdo.
Tulsa Shock (Osage Casino) y San Antonio Stars ( HEB ), ahora reubicados, tuvieron patrocinios de camisetas al mismo tiempo.
El 22 de agosto de 2011, la WNBA anunció un patrocinio de marquesina en toda la liga con Boost Mobile . El acuerdo permitiría que el logotipo de Boost Mobile se colocara en once de las camisetas de los 12 equipos (excluyendo San Antonio) además de la marca en las canchas y estadios. Una fuente dijo que el acuerdo es un "acuerdo de ocho cifras por varios años".
El 14 de marzo de 2016, la WNBA cerró un trato con Verizon Wireless para colocar su nombre en la parte delantera de 10 de las 12 camisetas del equipo, excluyendo la sStars y las Sun, así como la publicidad en la arena y el espacio comercial reservado durante las transmisiones de la WNBA. El acuerdo también incluye el patrocinio del Juego de Estrellas, el Almuerzo de Mujeres Inspiradoras y otros eventos no especificados, pero no los Premios Mensuales y Anuales.
El 28 de marzo, la liga introdujo nuevos uniformes con el nuevo nombre del patrocinador de Verizon, que eliminó las camisetas blancas e hizo del color secundario una base para un uniforme. La fuente de la camiseta se mantuvo sin cambios, así como el color primario utilizado para el uniforme de visitante. Los equipos pueden usar cualquiera de las dos camisetas para partidos en casa y fuera. Las imágenes de las camisetas se pueden ver en el sitio web de la WNBA.
Lo realizado por las Mercury llevó a muchas personas a preguntarse si los anuncios sobre uniformes de la NBA llegarían pronto. La NBA anunció en el verano de 2016 que comenzarán a presentar anuncios en camisetas, y el primer equipo en hacerlo será los 76ers de Filadelfia (con una calcomanía de StubHub ahora en sus camisetas). Antes del inicio de la temporada 2011, todos los equipos anunciaron un nuevo look para sus uniformes. El proveedor de los uniformes para la liga, Adidas, actualizó todos los equipos con nuevos diseños de alta tecnología, al igual que lo hicieron para la NBA antes del comienzo de la temporada.
El 8 de abril de 2019, la WNBA anunció una asociación de marca de varios años con AT&T, lo que los convierte en el primer socio que no pertenece a la industria de la ropa en tener su logotipo en el frente de las 12 camisetas del equipo. Las camisetas debutaron oficialmente durante el draft de la WNBA de 2019 .
Los patrocinios provienen de compañías importantes como Boost Mobile y Farmers Insurance. Pepsi y Nike también se han asociado con la WNBA.

### Salarios, rosters y negociación colectiva
Antes de la temporada 2009, el tamaño máximo de la plantilla del equipo se cambió de 13 jugadoras (11 activas y 2 inactivas) a 11 jugadoras (todos activas). Cualquier equipo que, debido a lesión o cualquier otro factor fuera del control del equipo, tenga menos de nueve jugadoras que puedan jugar se le otorgará, previa solicitud, una excepción por dificultades en la lista que le permitirá al equipo contratar a una jugadora o jugadoras adicionales para que el equipo pueda tener nueve jugadoras capaces de jugar en un juego o juegos próximos. Tan pronto como los jugadoras lesionados (o marginados) puedan jugar, las jugadoras de contingencia de la lista (no cualquier otra jugadora del roster) deben ser cesanteadas. En marzo de 2014, la WNBA y las jugadoras firmaron un nuevo acuerdo de negociación colectiva de 8 años, aumentando el número de jugadoras en una lista a 12.
El Draft de la WNBA se lleva a cabo anualmente cada primavera. La edad mínima es de 22 años para los jugadores estadounidenses y de 20 años para los jugadores internacionales, medida al 31 de diciembre del año calendario del draft. El draft tiene una duración de tres rondas, y cada uno de los 12 equipos de la liga (aparte de los intercambios) obtiene tres selecciones cada uno. El orden del draft de los ocho equipos que llegaron a los playoffs el año anterior se basa en los registros del equipo, y el equipo con el récord anterior más alto elegirá el último. Para las cuatro selecciones principales restantes, se lleva a cabo un proceso de selección similar al de la NBA Draft Lottery para los cuatro equipos que no se clasificaron para los playoffs.
Anteriormente, en 2008, se acordó un nuevo convenio colectivo de seis años entre los jugadores y la liga. El tope salarial para todo un equipo en 2010 fue de $ 827,000 (aunque luego se redujo a $ 775,000). Para 2013 (el sexto año bajo este acuerdo), el límite para todo un equipo era de $ 900,000. En 2010, el salario mínimo para un jugador con más de tres años de experiencia era de $ 51,000, mientras que el salario máximo para un jugador de más de seis años era de $ 101,500 (la primera vez en la historia de la liga que los jugadores pueden recibir más de $ 100,000). El salario mínimo de los novatos era de 35.190 dólares. Muchas jugadoras de la WNBA complementan sus salarios jugando en ligas de baloncesto femenino europeas, australianas o, más recientemente, chinas durante la temporada baja de la WNBA. La WNBA ha sido criticada por pagar a las jugadoras menos que sus contrapartes de la NBA, aunque esto se atribuye a los ingresos mucho mayores de la NBA.
La decisión de la superestrella Diana Taurasi de no participar en la temporada 2015 de la WNBA fue vista por algunos en los medios como un presagio de problemas relacionados con los salarios en el futuro. El club ruso para el que jugaba en ese momento, UMMC Ekaterinburg, le ofreció una bonificación muy por encima del salario máximo de jugador de la liga para no participar esa temporada. Taurasi aceptó, en gran parte porque no había tenido una temporada baja desde que jugó baloncesto universitario más de una década antes. A menudo se han hecho ofertas de este tipo a jugadores estadounidenses estrella, incluida la propia Taurasi, pero ninguna fue aceptada hasta que Taurasi lo hizo en 2015.
Un incidente más reciente que provocó comentarios generalizados en los medios sobre la estructura salarial de la WNBA fue el desgarro en el tendón de Aquiles que sufrió la ganadora del MVP de la WNBA, Breanna Stewart, mientras jugaba para otro equipo ruso, el Dynamo Kursk, en la final de la Euroliga Femenina 2019 . La lesión se produjo en un momento en que la WNBA y su sindicato de jugadoras se estaban preparando para negociar un nuevo convenio colectivo, tras el anuncio del sindicato en noviembre de 2018 de que optaría por no participar en el actual convenio colectivo después de la temporada 2019. Con las ligas extranjeras que ofrecen salarios mucho más altos a muchas jugadoras que los que ofrece actualmente la WNBA, aproximadamente el 70% de los jugadores de la liga se van al extranjero en una temporada determinada. Si bien estas jugadoras no necesariamente juegan tantos juegos como los jugadores de la NBA en sus temporadas, incluso los participantes en las Finales de la NBA tienen varios meses de descanso en la temporada baja, algo que no está disponible para los jugadores de la WNBA que también juegan en el extranjero.
El convenio colectivo actual, que entró en vigor en 2020, aumentó significativamente los salarios mínimos y máximos. El salario mínimo de la liga en 2020 fue de $ 57,000 para jugadoras con menos de 3 años de experiencia, y $ 68,000 en caso contrario. Para la mayoría de las jugadoras, el salario máximo para 2020 fue de $ 185,000; las jugadoras que cumplieron con los criterios especificados para el servicio de la liga tenían un máximo de $ 215,000.
Las jugadoras de la WNBA reciben bonificaciones por ciertos logros. Algunas de las bonificaciones otorgadas por la liga (la cantidad es por jugadora), de 2020 a 2027 (la duración del convenio colectivo actual): campeona de la WNBA: $ 11,356; Subcampeona: $ 5,678; Jugadora más valiosa: $ 15,450; Miembro del primer equipo de la WNBA: $ 10,300; y participante del Juego de las Estrellas: $ 2,575. Estos fueron solo aumentos modestos con respecto a las cantidades proporcionadas antes de 2020.

### Mercancías
A continuación, se muestran las principales ventas de camisetas durante la temporada regular 2021, basadas en las ventas a través de la tienda en línea oficial de la WNBA. 
| Ventas de Jersey | Ventas de Jersey | Ventas de Jersey | Ventas de Jersey | Ventas de Jersey | Ventas de Jersey | Ventas de Jersey | Ventas de Jersey     | Ventas de Jersey   | Ventas de Jersey | Ventas de Jersey |
| ---------------- | ---------------- | ---------------- | ---------------- | ---------------- | ---------------- | ---------------- | -------------------- | ------------------ | ---------------- | ---------------- |
| Rango            | 1                | 2                | 3                | 4                | 5                | 6                | 7                    | 8                  | 9                | 10               |
| Jugadora         | Sabrina Ionescu  | Sue Bird         | Diana Taurasi    | A'ja Wilson      | Breanna Stewart  | Candace Parker   | Skylar Diggins-Smith | Elena Delle Donne  | Maya Moore       | Liz Cambage      |
| Equipo           | New York Liberty | Seattle Storm    | Phoenix Mercury  | Las Vegas Aces   | Seattle Storm    | Chicago Sky      | Phoenix Mercury      | Washington Mystics | Minnesota Lynx   | Las Vegas Aces   |

A continuación, se muestran los mejores equipos en ventas de mercancías durante la temporada regular de 2021. 
| Rango  | 1             | 2                | 3              | 4               | 5           |
| Equipo | Seattle Storm | New York Liberty | Las Vegas Aces | Phoenix Mercury | Chicago Sky |

### Presidentes / Comisionados de la WNBA
El título de director ejecutivo de la liga era "Presidente" antes de que Cathy Engelbert se convirtiera en la primera "Comisionada".
- Val Ackerman, 1996-2005
- Donna Orender, 2005-2010
- Chris Granger, 2011 (interino)
- Laurel J. Richie, 2011-2015
- Lisa Borders, 2015-2018[78]
- Mark Tatum, 2018-2019 (interino)
- Cathy Engelbert, 2019-presente[79]

## Asistencia
En 2012, la asistencia media por partido se redujo de 7955 a 7457 (−6,3%). La asistencia por juego se mantuvo constante en alrededor de 7.520 por juego. En 2015, la asistencia por juego de la WNBA disminuyó en un 3.4 por ciento a 7,318. Este fue un mínimo histórico para la WNBA desde que se creó en 1997. Muchos equipos han experimentado caídas en su asistencia; (San Antonio Stars: −37,4%, Washington Mystics: −7,9%, Tulsa Shock: −7,2%) estas pérdidas han provocado que la asistencia de la WNBA caiga.
La presidenta Laurel Richie declaró que después de que termine la temporada 2015, crearán un comité de expansión y comenzarán a evaluar si la WNBA debería expandir su alcance y cómo debería hacerlo.
Las temporadas 2018 y 2019 establecieron el promedio de asistencia más bajo en la historia de la WNBA (6,769 y 6,535). Sin embargo, aproximadamente la mitad de la disminución en la asistencia de 2017 a 2018 se debió a que el New York Liberty se mudó del Madison Square Garden de 19,812 asientos al Westchester County Center de 5,000 asientos. Si bien el Liberty tuvo un promedio de más de 9,000 fanáticos en 2017, James Dolan, entonces propietario del equipo, señaló que aproximadamente la mitad de la asistencia del equipo en esa temporada provino de boletos de cortesía. De manera similar, en 2019, los Washington Mystics se mudaron del Capital One Arena de 20,356 asientos al St. Elizabeths East Entertainment and Sports Arena de 4,111 asientos. Las Vegas Aces y New York Liberty tuvieron pérdidas porcentuales de dos dígitos en 2019, pero la mitad de los equipos de la liga vieron aumentos de asistencia en esa temporada, y la cantidad de entradas vendidas fue la misma en ambas temporadas (41).

## Cobertura mediática
Actualmente, los juegos de la WNBA son televisados en todo Estados Unidos por ABC, ESPN, ESPN2, Ion Television, NBA TV, CBS y CBS Sports Network.
En los primeros años, dos redes orientadas a las mujeres, Lifetime y Oxygen, también transmitieron juegos, incluido el primer juego de la WNBA. NBC mostró juegos de 1997 a 2002 antes de que la liga transfiriera los derechos a ABC/ESPN .
En junio de 2007, la WNBA firmó una extensión de contrato con ESPN. El nuevo acuerdo de televisión se extendía de 2009 a 2016. Se transmitirían un mínimo de 18 juegos en ABC, ESPN y ESPN2 cada temporada; Los derechos para transmitir el primer juego de la temporada regular y el Juego de Estrellas estaban en manos de ABC . Además, se transmitiría un mínimo de 11 juegos de postemporada en cualquiera de las tres estaciones. Junto con este acuerdo, llegaron las primeras tarifas de derechos que se pagaron a una liga deportiva profesional femenina. Durante los ocho años de contrato, "millones y millones de dólares" fueron "distribuidos a los equipos de la liga".
En 2013, la WNBA y ESPN firmaron una extensión de seis años en el contrato de transmisión para cubri el ciclor 2017-2022. En el nuevo acuerdo, se mostrarían un total de 30 juegos cada temporada en las redes de ESPN. Cada equipo recibiría alrededor de $ 1 millón por año.
El 22 de abril de 2019, CBS Sports Network llegó a un acuerdo de varios años para televisar 40 juegos de la WNBA de fin de semana de temporada regular y en horario estelar, comenzando en la temporada 2019 .
Algunos equipos ofrecen juegos en la radio local, mientras que todos los equipos tienen algunos juegos transmitidos en estaciones de televisión locales
De 2010 a 2011, la transmisión de la temporada regular atrajo a 270,000 espectadores, un crecimiento del 5 por ciento con respecto a las cifras de 2010. A medida que los patrocinios continuaron creciendo con acuerdos de ESPN para transmitir juegos de la WNBA en ESPN y ESPN 2. La liga experimentó cierto éxito en la vanBase digital. Vio aumentos en las visitas a su página móvil en un 26 por ciento junto con un aumento importante en su espacio en las redes sociales; Instagram creció un 51 por ciento el año pasado.
El 22 de abril de 2019, CBS Sports Network llegó a un acuerdo plurianual para televisar 40 partidos de fin de semana de temporada regular y en horario estelar de la WNBA, a partir de la temporada 2019.
El 20 de abril de 2023, Ion Television firmó un acuerdo plurianual con la WNBA para emitir una serie de 15 semanas de partidos dobles los viernes por la noche (con el nombre de WNBA Friday Night Spotlight on ION), comenzando con la temporada regular de ese año. Sería la primera transmisión deportiva nacional realizada por Ion desde 2011 y marca el primer contrato de televisión para Scripps Sports, que fue fundada por E. W. Scripps Company en diciembre de 2022 para adquirir eventos deportivos para Ion y las estaciones de televisión locales del grupo. El acuerdo también otorga derechos locales a estaciones O&O de Ion seleccionadas para juegos que involucran equipos regionales de la WNBA, que las estaciones pueden transmitir en ventanas de transmisión temprano o tarde en la noche dependiendo del horario de inicio. La primera transmisión fue el 26 de mayo de 2023, cuando las Washington Mystics visitaron a Chicago Sky.
El 24 de julio de 2024, la WNBA reveló que había llegado a un acuerdo de 11 años con ESPN/ABC, NBCUniversal y Amazon a partir de la temporada 2026 bajo el cual ESPN y ABC transmitirían 25 partidos de la fase regular por temporada, dos series de la primera ronda de los playoffs por año y a lo largo del acuerdo 8 series de semifinales y 5 finales; mientras que NBCUniversal (NBC, USA Network y Peacock) obtuvo los derechos de emitir 50 partidos de la temporada regular, una serie de la primera ronda de los playoffs por año, siete series de semifinales y 3 finales; finalmente Amazon mediante Prime Video tendrá disponible 25 partidos de la temporada regular y la misma cantidad de juegos de playoffs, series de semifinales y finales que NBC Sports a lo largo del trato.El acuerdo también incluye derechos internacionales para las plataformas de Disney (como ESPN Latinoamérica, ESPN Brasil, ESPN Países Bajos, ESPN Africa y Disney+), NBCUniversal (señales europeas de Sky Sports) así como la transmisión global de todos los partidos de la WNBA en Prime Video.

### WNBA League Pass
En 2009, la WNBA anunció el lanzamiento de WNBA LiveAccess, una función en WNBA.com que brinda a los fanáticos acceso a más de 200 transmisiones web de juegos en vivo durante la temporada de la WNBA. Todos los juegos de WNBA LiveAccess se archivan para verlos bajo demanda. La mayoría de los juegos (excepto las transmisiones en ABC, ESPN o ESPN2, que estaban disponibles en ESPN3 ) están disponibles a través de este sistema. El primer uso de LiveAccess fue el juego de pretemporada de la E League contra el Chicago Sky.
Antes de la temporada 2011, LiveAccess recibió una revisión y el sistema se volvió más confiable y se agregaron muchas características nuevas. Antes de la temporada 2012, se anunció que los usuarios de LiveAccess tendrían que pagar una tarifa de suscripción de $ 4,99 para utilizar el servicio. En 2013, esto se incrementó a $ 14,99. En 2014, el servicio de transmisión pasó a llamarse WNBA League Pass.
WNBA League Pass está disponible como parte de la aplicación WNBA, la aplicación móvil gratuita disponible en dispositivos iPhone, iPad y Android.. Los juegos que se transmiten en ESPN, ESPN2 y CBS Sports Network, así como otros juegos que tienen lugar durante las ventanas de transmisión de los juegos de ESPN y ESPN2, no están disponibles en vivo en WNBA League Pass. Sin embargo, esos juegos estarán disponibles bajo demanda poco después de la conclusión de su transmisión en vivo.

### Audiencia
En el día de apertura de la temporada 2008 (17 de mayo), ABC transmitió el enfrentamiento de Los Angeles Sparks y Phoenix Mercury para mostrar a la nueva sensación de novato Candace Parker . El juego recibió un poco más de 1 millón de espectadores.
Los ratings siguen siendo bajos en comparación con los juegos de la NBA . En 2008, los juegos de la WNBA promediaron solo 413,000 espectadores, en comparación con 1.46 millones de espectadores en ESPN y más de 2.2 millones en ABC para juegos de la NBA. Además, los juegos de la WNBA tienen una visibilidad, asistencia y calificaciones mucho más pobres que los juegos de la NCAA. Sin embargo, la audiencia de ESPN creció un 35% en 2018 con respecto a 2017. Esto se convirtió en el impulso para la asociación de varios años en la que CBS Sports Network transmitiría los juegos de la WNBA en vivo a partir de la temporada 2019.

### Citas
1. ↑  «History – WNBA.com». WNBA.com. Consultado el 18 de junio de 2016.
2. ↑  «Lisa Leslie, Sheryl Swoopes, Rebecca Lobo Reunited at WNBA Draft». WNBA.com – Official Site of the WNBA (en inglés). Consultado el 18 de junio de 2016.
3. ↑  «WNBA.com: History of the WNBA». www.wnba.com. Consultado el 18 de junio de 2016.
4. ↑  «Voepel: Stern changed women's basketball». ESPN.com. Consultado el 18 de junio de 2016.
5. ↑  «WNBA.com: History of the WNBA». www.wnba.com. Consultado el 18 de junio de 2016.
6. ↑  «Penny Toler recalls landmark WNBA basket – ESPN Video». ESPN.com. Consultado el 18 de junio de 2016.
7. ↑  «WNBA.com: WNBA History/Timeline». www.wnba.com. Consultado el 18 de junio de 2016.
8. ↑  «Twenty years later, a look back at WNBA's first game». ESPN.com. Consultado el 18 de junio de 2016.
9. ↑  «Detroit, Washington join WNBA lineup | chronicle.augusta.com». chronicle.augusta.com. Associated Press. Archivado desde el original el 8 de agosto de 2016. Consultado el 18 de junio de 2016.
10. ↑  «WNBA expands to Orlando, Minnesota | chronicle.augusta.com». chronicle.augusta.com. Associated Press. Archivado desde el original el 8 de agosto de 2016. Consultado el 18 de junio de 2016.
11. ↑  Bowman, James (8 de febrero de 2014). «A history of the WNBA collective bargaining agreement». Swish Appeal. Consultado el 18 de junio de 2016.
12. ↑  "WNBA EXPANDS BY FOUR ... ARE MORE CITIES ON THE HORIZON?" Archivado el 25 de mayo de 2017 en Wayback Machine., Sports Business Daily, June 8, 1999.
13. ↑  Sandomir, Richard (16 de abril de 2003). «W.N.B.A., Going on 7, Has Grown-Up Labor Dispute». Consultado el 13 de mayo de 2011.
14. ↑  «WNBA official 2006 rule changes».
15. ↑  «WNBA.com: WNBA History/Timeline». www.wnba.com. Consultado el 8 de noviembre de 2018.
16. ↑  «DREAM: Atlanta's WNBA Team Named Atlanta Dream».
17. ↑  Robbins, Liz (20 de julio de 2008). «Liberty Has Its Moment in History, if Not a Victory» (en inglés estadounidense). ISSN 0362-4331. Consultado el 22 de diciembre de 2019.
18. ↑  «The First Regular Season Outdoor Game in Professional Basketball History». Consultado el 15 de septiembre de 2016.
19. ↑  Comets To Cease Operations from ESPN.com
20. ↑  «Shock makes move official». ESPN. 20 de octubre de 2009. Consultado el 25 de julio de 2010.
21. ↑  Hurley, Michael (1 de julio de 2011). «NBA.com gets new lockout makeover». NESN.com. Consultado el 17 de julio de 2011.
22. ↑  «With rebound, WNBA solidifies spot at ESPN».
23. ↑  «No, the WNBA is Not a Major Sport (And That’s Fine)». Sports Media Watch.
24. ↑  «WNBA And WNBPA Reach Tentative Agreement On Groundbreaking Eight-Year Collective Bargaining Agreement». WNBA. 14 de enero de 2020. Consultado el 29 de enero de 2020.
25. ↑  Voepel, Mechelle (14 de enero de 2020). «What the new CBA means to the WNBA and its players». p. ESPN.com. Consultado el 29 de enero de 2020.
26. ↑  «WNBA expands to 36-game schedule, adds Commissioner's Cup». Associated Press. 16 de enero de 2020. p. ESPN.com. Consultado el 29 de enero de 2020.
27. ↑  https://www.wnba.com/news/wnba-statement-regarding-the-start-of-the-2020-regular-season/
28. ↑  Valenzuela, Sarah. «WNBA season to play out in Florida at IMG Academy». nydailynews.com. Consultado el 1 de agosto de 2020.
29. ↑  Voepel, Mechelle (15 de noviembre de 2017). «Jim Dolan parting ways with New York Liberty was only a matter of time». ESPN.com. Consultado el 24 de noviembre de 2017.
30. ↑  «MSG to Operate Liberty While Continuing to Pursue Sale, Westchester County Center to Serve as Team’s Primary Home for 2018». New York Liberty. 8 de febrero de 2018.
31. ↑  «Nets minority owner Joseph Tsai buys WNBA's Liberty». Associated Press. 25 de enero de 2019. p. ESPN.com. Consultado el 25 de enero de 2019.
32. ↑  «NBA Board of Governors approves sale of Nets to Joe Tsai». National Basketball Association. 18 de septiembre de 2019. Consultado el 28 de septiembre de 2019.
33. ↑  «WNBA Announces Relocation of San Antonio Stars to Las Vegas». WNBA. 17 de octubre de 2017. Consultado el 24 de noviembre de 2017.
34. ↑  «WNBA Career Leaders and Records for Points Per Game». Basketball-Reference.com. Consultado el 28 de agosto de 2018.
35. ↑  «Cynthia Cooper WNBA Stats». Basketball-Reference.com. Consultado el 29 de agosto de 2018.
36. ↑  «WNBA Career Leaders and Records for Assists». Basketball-Reference.com. Consultado el 3 de noviembre de 2022.
37. ↑  «Sue Bird WNBA Stats». Basketball-Reference.com. Consultado el 3 de noviembre de 2022.
38. ↑  «WNBA Career Leaders and Records for Assists Per Game». Basketball-Reference.com. Consultado el 3 de noviembre de 2022.
39. ↑  «WNBA Single Season Leaders and Records for Assists Per Game». Basketball-Reference.com. Consultado el 3 de noviembre de 2022.
40. ↑  «Detroit's Plenette Pierson Named 2007 WNBA Sixth Woman of the Year». WNBA.
41. ↑  Sparks to retire Lisa Leslie's jersey on ESPN, 9 Aug 2010
42. ↑  LA Sparks to retire Lisa Leslie's jersey, The San Diego Union Tribune, 9 Aug 2010
43. ↑  Sparks Retire Toler’s Jersey on WNBA.com
44. ↑  INDIANA FEVER TO RETIRE CATCHINGS' NO. 24 JERSEY on Tennessee Athletics website, 26 Jun 2017
45. ↑  «Stars Retire Becky Hammon’s Jersey». WNBA. 27 de junio de 2016. Archivado desde el original el 4 de noviembre de 2016. Consultado el 28 de junio de 2016.
46. ↑  «Lynx to honor Whalen with first retired number». Associated Press. 18 de abril de 2019. p. ESPN.com. Consultado el 18 de abril de 2019.
47. ↑  Mercury to retired #7 on WNBA.com
48. ↑  Michelle Timms on Sports Australia HoF
49. ↑  [Phoenix Mercury retires Penny Taylor's jersey as Australian greats pay tribute] by Roy Ward on The Sydney Morning Herald, 10 July 2017
50. ↑  Storm retire jersey, finally able to give Lauren Jackson send-off she deserved by Kevin Pelton on ESPN, 18 Jul 2016
51. ↑  Seattle Storm retire Aussie Lauren Jackson's No. 15 jersey, USA Today, 16 Jul 2016
52. ↑  «WNBA Announces Rule Changes for 2006». WNBA.com. 6 de diciembre de 2005. Consultado el 13 de junio de 2011.
53. ↑  «WNBA Announces Rule Changes for 2007 Season». WNBA.com. 30 de enero de 2007. Consultado el 13 de junio de 2011.
54. ↑  «WNBA Fails to Thrill Fans». The Hoya. 15 de octubre de 2012. Consultado el 15 de abril de 2013.
55. ↑  Lieber Steeg, Jill (12 de junio de 2007). «New owners stake claim in overhauling WNBA». Consultado el 13 de junio de 2011.
56. ↑  Rohlin, Melissa (3 de diciembre de 2010). «Donna Orender, David Stern on WNBA». Consultado el 7 de noviembre de 2015.
57. ↑  Paulsen (28 de febrero de 2014). «No, the WNBA is Not a Major Sport (And That's Fine)». Sports Media Watch. Consultado el 7 de noviembre de 2015.
58. ↑  «Hoops Happening: Today in women’s basketball». Tamryn Spruill. 1 de mayo de 2018. Consultado el 15 de septiembre de 2018.
59. ↑  Shoichet, Catherine E. (12 de julio de 2016). «Off-duty cops walkout over WNBA players' Black Lives Matter shirts». CNN. Consultado el 29 de diciembre de 2018.
60. ↑  «Mercury, LifeLock Break New Ground with Partnership». WNBA.com. 1 de junio de 2009. Consultado el 13 de junio de 2011.
61. ↑  «Phoenix Mercury Announces Marquee Partnership with Casino Arizona and Talking Stick Resort». WNBA.com. 3 de febrero de 2014. Consultado el 16 de mayo de 2014.
62. ↑  «Boost Mobile and WNBA Form First-Ever Leaguewide Marquee Sponsorship». WNBA.com. 22 de agosto de 2011. Consultado el 22 de agosto de 2011.
63. ↑  «WNBA lands Boost Mobile as top sponsor». Sports Business Journal. 22 de agosto de 2011. Consultado el 22 de agosto de 2011.
64. ↑  «Verizon stakes out space on WNBA jerseys».
65. ↑  «AT&T and WNBA Announce Landmark Marquee Partnership». WNBA.com. 8 de abril de 2019. Consultado el 23 de mayo de 2019.
66. ↑  «WNBA, players' union agree to 8-year CBA».
67. ↑  «Women's basketball salary». Archivado desde el original el 1 de agosto de 2013. Consultado el 1 de marzo de 2013.
68. ↑  «Women's basketball 2008». Archivado desde el original el 1 de agosto de 2013. Consultado el 1 de marzo de 2013.
69. ↑  Berri, David (12 de agosto de 2015). «Basketball's Gender Wage Gap Is Even Worse Than You Think». VICE Sports. Archivado desde el original el 6 de abril de 2016. Consultado el 5 de abril de 2016.
70. ↑  Fagan, Kate (4 de febrero de 2015). «Diana Taurasi's decision to sit out should spark WNBA salary changes». ESPN.com. Consultado el 14 de septiembre de 2015.
71. ↑  Neal, Al (13 de julio de 2018). «Yes, the WNBA Wage Gap is a Real Thing». Grandstand Central. Consultado el 1 de julio de 2019.
72. 1 2  «WNBA agrees to a new TV deal with ESPN/ABC». ESPN. 15 de julio de 2007.
73. ↑  Metcalf, Jeff (14 de abril de 2019). «WNBA star Breanna Stewart to miss season after Achilles injury in EuroLeague championship». Arizona Republic. Consultado el 26 de abril de 2019.
74. ↑  Voepel, Mechelle (17 de abril de 2019). «Could Breanna Stewart's injury be tipping point in WNBA negotiations?». ESPN.com. Consultado el 26 de abril de 2019.
75. ↑  «Article V, Sections 7 and 8: Minimum Player Salary, Maximum Player Salary». Women's National Basketball Association Collective Bargaining Agreement. Women's National Basketball Players Association. 14 de enero de 2020. pp. 36-37. Consultado el 15 de octubre de 2020.
76. ↑  «Article IX, Section 2: Merit Bonuses». Women's National Basketball Association Collective Bargaining Agreement. Women's National Basketball Players Association. 14 de enero de 2020. pp. 87-88. Consultado el 15 de octubre de 2020.
77. ↑  «womensbasketballonline.com». Archivado desde el original el 1 de agosto de 2013. Consultado el 1 de marzo de 2013.
78. ↑  «WNBA President Lisa Borders Steps Down to Become First-Ever President and CEO of Time’s Up». WNBA. 2 de octubre de 2018. Consultado el 22 de diciembre de 2018.
79. ↑  Voepel, Mechelle (15 de mayo de 2019). «WNBA tabs CEO Engelbert as 1st commissioner». p. ESPN.com. Consultado el 15 de mayo de 2019.
80. ↑  «With 20th season ahead, league sees attendance, ratings drop». Sports Business Daily. Consultado el 2 de octubre de 2016.
81. ↑  «WNBA: Dip in attendance lowest in league history». MSU Reporter. Consultado el 31 de enero de 2019.
82. ↑  Levin, Andrew (10 de septiembre de 2019). «WNBA Turnstile Tracker: Attendance Down At End Of Regular Season». Sports Business Daily. Consultado el 18 de octubre de 2019.
83. ↑  Evans, Jayda (16 de julio de 2007). «WNBA gets first TV rights fee». Consultado el 13 de mayo de 2011.
84. ↑  Lefton, Terry. «ESPN Signs Six-Year Extension With WNBA That Is Worth $12M Per Year». Sports Business Daily. Consultado el 21 de mayo de 2013.
85. ↑  «WNBA and CBS Sports Agree To Multi-Year Television Partnership». New York: WNBA. 22 de abril de 2019. Consultado el 23 de abril de 2019.
86. ↑  Steinberg, Brian (22 de abril de 2019). «CBS Sports, WNBA Strike TV Deal».
87. ↑  «WNBA attendance, TV numbers increase again». Consultado el 2 de octubre de 2016.
88. ↑  «WNBA and CBS Sports Agree To Multi-Year Television Partnership - WNBA». www.wnba.com (en inglés). 22 de abril de 2022. Consultado el 26 de julio de 2024.
89. ↑  Steinberg, Brian (22 de abril de 2019). «CBS Sports, WNBA Strike TV Deal». Variety (en inglés estadounidense). Consultado el 26 de julio de 2024.
90. ↑  «WNBA AND SCRIPPS PARTNER ON MULTI-YEAR AGREEMENT FOR FRIDAY NIGHT SPOTLIGHT GAMES ON ION». The E.W. Scripps Company (en inglés). 20 de abril de 2023.
91. ↑  «WNBA deal will have Friday night games on ION». ESPN.com (en inglés). 20 de abril de 2023. Consultado el 26 de julio de 2024.
92. ↑  Company, The E. W. Scripps (15 de diciembre de 2022). «Scripps launches Scripps Sports division to further its sports programming initiatives». www.prnewswire.com (en inglés). Consultado el 26 de julio de 2024.
93. ↑  «WNBA and Scripps Partner on Multi-Year Agreement for Friday Night Spotlight Games on ION - WNBA». www.wnba.com. Consultado el 26 de julio de 2024.
94. 1 2  «WNBA Secures Landmark Media Rights Deals with the Walt Disney Company, Amazon Prime Video and NBCUniversal - WNBA». www.wnba.com (en inglés). 24 de julio de 2024. Consultado el 26 de julio de 2024.
95. ↑  «WNBA announces landmark 11-year media rights deal with Disney, Amazon Prime and NBC». AP News (en inglés). 24 de julio de 2024. Consultado el 31 de octubre de 2024.
96. 1 2  Jolly, Nathan (25 de julio de 2024). «Amazon Prime and the NBA announce 11-year media rights deal». Mumbrella (en inglés). Consultado el 29 de agosto de 2024.
97. 1 2  Jones, Rory (25 de julio de 2024). «Amazon Prime Video nets global WNBA and NBA rights deals». Sport Industry Group (en inglés británico). Consultado el 29 de agosto de 2024.
98. ↑  «WNBA.com to Webcast More than 200 Games During 2009 WNBA Season». WNBA.com. 13 de mayo de 2009. Consultado el 13 de junio de 2011.
99. ↑  https://leaguepass.wnba.com/page/help#FAQ
100. ↑  Zeigler Jr., Cyd (2 de octubre de 2008). «WNBA Ratings up but Still Not Good». Outsports.com. Consultado el 13 de junio de 2011.
101. ↑  Payne, Marissa (6 de mayo de 2015). «Former U-Conn. star Maya Moore laments the current state of the WNBA». The Washington Post. Consultado el 5 de abril de 2016.
102. ↑  https://frntofficesport.com/wnba-cbs-sports/
103. ↑  «WNBA and CBS Sports Agree To Multi-Year Television Partnership - WNBA». www.wnba.com. Consultado el 27 de julio de 2024.